# TGV
Cet article concerne le TGV d'Alstom. Pour les autres trains roulant à grande vitesse, voir Train à grande vitesse. Pour la grande vitesse ferroviaire en France, voir Grande vitesse ferroviaire en France.
Pour les articles homonymes, voir TGV (homonymie).
TGV (sigle de train à grande vitesse) est une marque déposée de la Société nationale des chemins de fer français (SNCF) pour désigner ses rames automotrices employées pour circuler à grande vitesse sur des lignes nouvelles conçues pour la grande vitesse. De conception française, elles sont alimentées par caténaire et propulsées par des moteurs électriques ; elles circulent régulièrement à la vitesse de croisière de 270 à 325 km/h selon les lignes à grande vitesse (LGV) parcourues.
Depuis la mise en service en 1981, un réseau de lignes nouvelles à grande vitesse a été construit en France, qui atteint 2 700 km en juillet 2018, le quatrième au monde par sa taille, après ceux de la Chine, du Japon et de l'Espagne.
Les trains ont été initialement conçus par la SNCF et Alstom, et largement construits par la société Alstom en France, permettant des améliorations techniques et la modernisation des intérieurs (fournis par Bombardier Transport). Les TGV sont notamment fabriqués à Belfort (Alstom) pour les motrices et à Aytré (Alstom) pour les remorques intermédiaires, d'autres composants venant d'autres sites comme Tarbes (Alstom) pour la traction, Le Creusot (Alstom) pour les bogies, etc.
Un TGV est habituellement composé de deux locomotives, appelées motrices, indépendantes, encadrant une rame articulée de huit ou dix voitures. Les TGV TMST d'Eurostar présentent toutefois des particularités liées aux règles de sécurité pour le franchissement du tunnel sous la Manche.
Depuis le retrait, en 2015, des sept demi-rames du TGV postal utilisées par La Poste entre Paris et Cavaillon (Vaucluse), les TGV d'Alstom assurent exclusivement le transport de voyageurs. Ils circulent principalement en France (avec les marques « TGV inOui » et « Ouigo » de la SNCF, mais également entre la France et ses voisins ; ils sont alors exploités soit par la SNCF elle-même, soit par des entreprises ferroviaires filiales de la SNCF (Eurostar, dont l'ex-Thalys), soit encore dans le cadre de partenariats commerciaux entre la SNCF et les opérateurs nationaux concernés (par le biais de la marque « DB SNCF en coopération », qui fut gérée par Alleo, ou encore de la société « Lyria »). En outre, des dérivés du matériel roulant TGV ont été spécifiquement conçus pour circuler en Espagne, en Corée du Sud, au Maroc et aux États-Unis, mais les services commerciaux respectifs n'ont aucun rapport avec la SNCF.
Un record du monde de vitesse sur rail a été homologué par la rame V150. La rame était constituée des deux motrices du TGV POS no 4402, encadrant les deux remorques d'extrémité du TGV Duplex no 618. La rame a atteint 574,8 km/h le 3 avril 2007.

## Histoire

### Aux origines du TGV
L'idée de créer un train à grande vitesse pour relier les principales villes françaises émerge durant l'été 1966. Les chemins de fer italiens (FS, Ferrovie dello Stato) avaient ouvert la voie dès 1936 avec ses rames ETR 200 à 200 km/h et le Japon avait lancé, en 1959, la construction du premier train à grande vitesse au monde, le Shinkansen, qui a été mis en service en 1964 avec l'inauguration de la première ligne à grande vitesse reliant Tokyo à Osaka.
À l'époque, la SNCF cherchait un moyen de redresser la fréquentation de ses trains, qui baissait inexorablement. Une augmentation substantielle de la vitesse apparut comme la solution qui lui permettrait de concurrencer efficacement l'automobile et l'avion. Elle était stimulée par les expérimentations du projet Aérotrain qui faisait appel à la technologie du coussin d’air radicalement différente du contact roue/rail du chemin de fer classique. Elle expérimentait également la voie des turbotrains légers testant, dès 1967, le prototype TGS puis les ETG en service commercial dès mars 1971.
Le 1er août 1966, un service de recherche naît à la SNCF, avec le lancement de l’étude « possibilités ferroviaires à très grande vitesse sur infrastructures nouvelles », le projet « C03 ». Ce projet innove à la fois par l’idée de la création de lignes nouvelles et par l'attention portée à la qualité de service et à la tarification, alors que la politique de la SNCF visait à cette époque prioritairement la réduction des coûts. Après avoir été présenté aux pouvoirs publics en 1969, le projet C03 est adopté en comité interministériel le 25 mars 1971. Toutefois, la mise en concurrence de ce projet avec celui de l’aérotrain laisse planer un doute sur l’issue de cette opération.
Dans sa première version, le TGV devait être mû par des turbines à combustion. Ce choix était motivé par la taille relativement petite des turbines, leur puissance massique élevée et leur capacité à délivrer une puissance élevée pendant un temps important.

### Décisions, essais et prototype de 1971-1972
Le conseil interministériel du 26 mars 1971 décide finalement le principe de la construction, en 1978 ou 1979, d'une liaison Paris-Lyon en moins de deux heures, pour un coût de plus de 1,5 milliard de francs, jugée rentable, même si Olivier Guichard, ministre de l'aménagement du territoire et de l'équipement, estime lui plus intéressant un renforcement des liaisons aériennes entre Paris et Lyon ou même l'installation d'une ligne d'aérotrain.
Le premier prototype TGV 001 sortit des ateliers Alsthom de Belfort le 25 octobre 1971 et est la seule rame de ce type construite. Une seconde rame était prévue, mais ne voit jamais le jour pour cause de budget serré.
La SNCF présente, dès le 23 mars, dans les usines Alsthom à Belfort, le « turbotrain à grande vitesse », appelé « T.G.V. 001 », qui est l'héritier de troisième génération des turbotrains à turbine à gaz « ETG » et « RTG », circulant avec un succès croissant, depuis le 16 mars 1970, à 160 km/h sur la ligne Paris-Caen-Cherbourg (371 km). Le TGV a un potentiel d'exportation, car il « intéresse les États-Unis », où le ministère fédéral des transports commande à la société Sofrerail, un contrat de cession de connaissances sur la question des grandes vitesses, en juin 1972.
Les essais du TGV 001, qui débutent le 4 avril 1972 sur la ligne de la plaine d'Alsace, apportent cependant beaucoup d'enseignements utiles à la suite du projet, notamment dans le domaine du freinage à haute vitesse, qui nécessitait de dissiper une importante quantité d'énergie cinétique, de l'aérodynamique et de la signalisation. La rame était articulée, deux caisses adjacentes s'appuyant sur un bogie commun (comme sur les rames inox Z 3700) tout en conservant une possibilité de mouvement relatif,.
Après les 220 km/h au printemps 1972, ce prototype atteint la vitesse de 318 km/h à l'été 1972, pulvérisant ainsi le record du monde de vitesse ferroviaire en traction thermique. Le style du TGV, tant intérieur qu'extérieur avec le nez caractéristique des motrices, est dû au designer français Jacques Cooper et marque les générations suivantes de matériel.
Depuis 2003, l'une des motrices du TGV 001 est exposée aux abords de l'autoroute A36, près de Belfort, tandis que l'autre l'est à Bischheim, près de Strasbourg, le long de l'autoroute A4, où se situe également un centre industriel de rénovation et d'entretien des rames et des motrices.
La construction d'une ligne reliant Paris et Lyon en deux heures est confirmée en 1972 par le ministre des Transports Robert Galley puis réaffirmée en 1974, lors d’un conseil interministériel restreint, le président Georges Pompidou, déjà malade, abrégeant les débats au bout de trois heures,.

### Naissance du TGV actuel
La crise pétrolière de 1973 ne fait que renforcer l'intérêt du TGV face à l'avion. À la suite de la flambée des prix de l'énergie, le choix est fait de passer à la traction électrique, avec acheminement du courant par caténaires et captage par pantographe. Les raisons de ce choix furent autant politiques que techniques ou économiques : en effet, le coût de l’énergie ne représentait alors que 5 % environ du coût de traction, soit 20 francs de l'époque par rame et par km (16 € équivalent 2007), et le coût d’une rame électrique était d’environ 10 % plus élevé que celui d’une rame à turbines, pour une capacité inférieure, sans compter le coût des installations fixes.
Le passage à la traction électrique impose de reprendre le programme de recherches et d'essais dans nombre de domaines.
La SNCF transforme, en 1974, une automotrice Z 7100 pour construire le prototype Z 7001 surnommé Zébulon, qui permit de tester plusieurs innovations : pantographes à deux étages ; moteurs de traction suspendus à la caisse pour alléger (2,95 t en moins) les masses non suspendues des bogies et réduire ainsi les efforts sur la voie ; nouvelles dispositions en matière de suspension et de freinage.
Zébulon parcourt environ un million de kilomètres en marches d'essais.
En 1974, le président Pompidou confirme le lancement de ce projet plutôt que celui de l'aérotrain (moteur thermique), puis le Premier ministre Pierre Messmer décide le 5 mars d'engager la construction d'une première ligne entre Paris et Lyon, la LGV Sud-Est (LN1).
Une campagne d'essais est menée avec deux rames de présérie, appelées en interne Patrick et Sophie (initiales de PSE : Paris Sud-Est), livrées en 1978. Le service commercial TGV ouvre au public entre Paris et Lyon ainsi qu'entre Paris et Genève, le 27 septembre 1981. La France entre ainsi dans l'histoire ferroviaire à grande vitesse 17 ans après le Japon avec son Shinkansen en service depuis 1964. Entre septembre 1981 et septembre 1983, seule la partie sud de la LGV Sud-Est (entre Saint-Florentin et Sathonay) est utilisée pour la grande vitesse. La partie Nord du trajet s'effectue encore sur les anciennes voies PLM. Seulement à partir du service d'hiver 1983, la LGV est ouverte en intégralité entre Lieusaint et Sathonay.
Le temps de parcours considérablement réduit par rapport à la situation antérieure (grâce aussi au tracé plus direct de la ligne, qui ramenait la distance entre les deux villes de 512 à 426 kilomètres) permit au rail d’acquérir de nouvelles parts de marché au détriment de l’automobile, et surtout de l’avion.
L’innovation était non seulement technique, mais aussi commerciale : la réservation obligatoire assura un coefficient de remplissage très élevé en contre pointe, contrairement à une tarification calendaire, qui ne pouvait discriminer le sens de circulation.
C’est Jacques Cooper qui a dessiné les prototypes, la livrée et les matériels de série du TGV Sud-Est. Il est également à l’origine de la silhouette du TGV Atlantique, dont le design (principalement intérieur) sera finalisé par Roger Tallon. Ce dernier a ensuite dessiné le Duplex entre 1988 et 1998.
Le 24 septembre 2011, la SNCF dévoile à la gare de Lyon la nouvelle livrée du TGV. Il arbore désormais les couleurs violettes et grises, rappelant les uniformes du personnel dessinés par Christian Lacroix. Tous les TGV seront restaurés dans cette nouvelle livrée, parallèlement à l’acquisition de nouvelles rames.

### Conquête de la vitesse

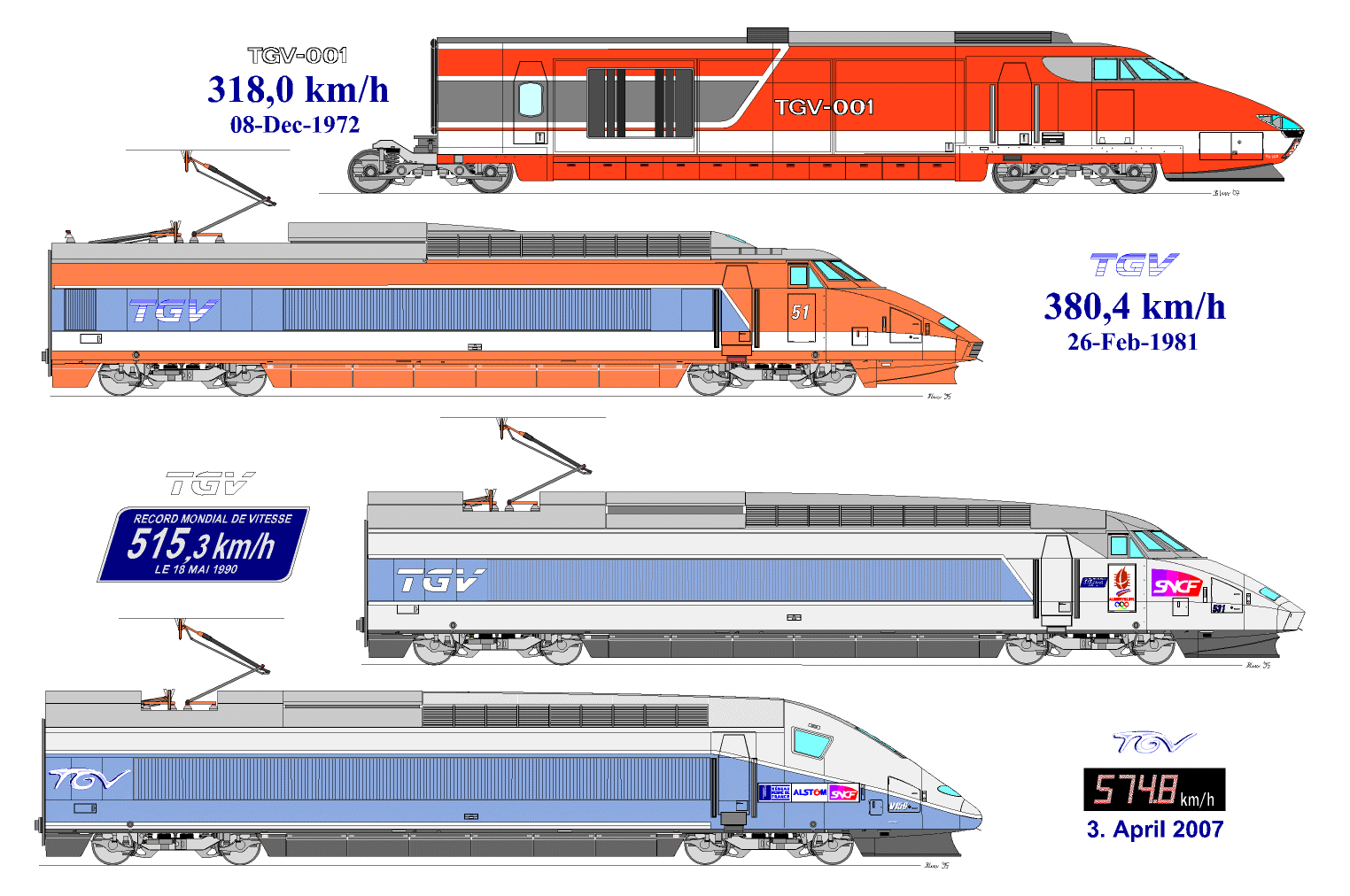
Les quatre records mondiaux de vitesse sur rail battus (et toujours détenus) par des TGV. Le premier est battu lors de campagnes d'essais avec le turbotrain expérimental TGV 001, à turbines à gaz. Ce n'est alors pas un record absolu mais un record mondial pour une rame automotrice. Les campagnes suivantes sont réalisées avec du matériel de série, électrique, préparé et lors de campagnes officielles médiatisées.

Le 26 février 1981, la rame TGV no 16 obtient un premier record de vitesse sur la LGV Sud-Est à 380 km/h. Ce record de vitesse, pour lequel des dizaines de journalistes avaient été conviés, n’avait pas pour but d’ajouter un nouveau record au palmarès de la SNCF, mais plutôt de rassurer les futurs voyageurs, en montrant que les 260 km/h auxquels ils seraient bientôt transportés pouvaient être atteints en toute sécurité. Le deuxième but était de démontrer l’élargissement possible du transport ferroviaire par rapport à l’aérien, tout en conservant confort, sécurité et rapidité, ainsi que sa faible consommation d'énergie.
Après qu’une rame d’essais allemande Intercity-Express (ICE-V) de la Deutsche Bahn (DB) eut roulé à 406,9 km/h sur la LGV Hanovre-Wurtzbourg le 1er mai 1988, la SNCF battit officieusement ce record le 12 décembre 1988, en faisant rouler la rame TGV PSE 88 à 408,4 km/h sur la LGV Sud-Est, au cours d’essais de la chaîne de traction synchrone des futurs TGV Atlantique.
Le 18 mai 1990, le TGV obtient le record du monde de vitesse sur rail, à 515,3 km/h sur la LGV Atlantique, avec une rame d’essai Atlantique numérotée 325 raccourcie à trois caisses intermédiaires au lieu de dix.
Le 3 avril 2007 sur la LGV Est européenne, la SNCF bat son propre record en faisant rouler la rame d’essais 4402 à la vitesse de 574,8 km/h, (soit 159,4 m/s). Cette vitesse correspond à Mach 0,47 (pour une température de 15 °C). Ce record s’inscrivait dans le cadre du programme « V150 » visant à dépasser la vitesse de 150 m/s (soit 540 km/h). Une rame Duplex composée de trois remorques uniquement avait été spécialement préparée et sa puissance (19,6 MW, soit environ 26 600 ch) avait été doublée par rapport au TGV classique (9,3 MW, soit environ 12 644 ch). Elle possédait des roues d’un diamètre plus important et la voiture au centre de la rame était équipée de bogies motorisés de la future AGV. Pour le reste, ce train était similaire à un train de série SNCF. Durant la phase d’essais, la vitesse de 568 km/h avait déjà été atteinte. Il s’agissait le 3 avril d’obtenir un record de vitesse homologué.
Le TGV établit également un record de vitesse sur une longue distance, le 26 mai 2001 avec le trajet Calais-Marseille (1 067 km) en 3 h 29 min, soit 306,3 km/h de moyenne, lors de l’inauguration de la LGV Méditerranée, avec la rame Réseau no 531 (opération Sardine).
Il obtient aussi le 17 mai 2006 le « record du monde de la plus longue distance parcourue sans arrêt par un train de voyageurs », en transportant dans une rame TGV TMST d’Eurostar l’équipe du film Da Vinci Code de Londres à Cannes, soit 1 421 km en 7 h 25 min (soit une moyenne de 191,6 km/h).

### Sigle et identité visuelle (logo)
Le sigle TGV signifie à l'origine « Turbotrain à Grande Vitesse », dans la dénomination du premier turbotrain expérimental TGV 001. Il s'agit de marquer une nouvelle étape, en dépassant les 200 km/h pratiqués occasionnellement sur le réseau classique français depuis 1967. L'usage courant de ce sigle pour désigner cette rame a fait évoluer sa signification pour « Train à Grande Vitesse ».
« TGV » est désormais une marque déposée de la SNCF. Le troisième logo de la marque TGV a un aspect métallisé, qui évoque la fluidité, la vitesse et la puissance du train à grande vitesse. Par détournement, le logo inversé peut ironiquement évoquer un escargot, la vitesse du TGV étant ainsi mise en opposition à ce symbole de lenteur. Cette opposition entre vitesse et lenteur est renforcée par le slogan qui accompagne le logo, « Prenez le temps d’aller vite », comme un oxymore à la fois littéraire et graphique.
À partir de juillet 2012, la SNCF choisit de ne plus utiliser de logo spécifique pour la marque TGV (ainsi que TGV Lyria), comme pour les trains de types Transilien et Intercités, pour identifier ses services ferroviaires. Le troisième logo, métallisé, est encore utilisé sur les trains TGV Sud-Est, TGV Réseau et TGV Duplex, en livrée Carmillon.
À partir de juillet 2017, certains TGV sont désignés par le nom commercial « TGV inOui », à commencer par la liaison Paris-Bordeaux-Toulouse. Cette marque est destinée à être étendue à toutes les relations effectuées en TGV classiques d'ici 2020.

Premier logo du TGV, dans les années 1980.
Logotype du TGV dans les années 1990.
Logotype du TGV de 2000 à juillet 2012.
Identité visuelle utilisée depuis juillet 2012.
Logo spécifique présent sur les rames proposant le service TGV inOui.

Par ailleurs, les rames Ouigo disposent d'un logo et de couleurs spécifiques à ce service à bas coûts.

## Un maillon de la chaîne de la grande vitesse ferroviaire française
Le TGV ne peut atteindre ses vitesses maximales que sur une ligne à grande vitesse. Il peut cependant emprunter les autres voies si elles sont électrifiées, à la vitesse maximale permises par ces lignes, jusqu’à 220 km/h selon le tracé, le type de signalisation et la puissance électrique disponible.

## Aspects techniques

### Conception

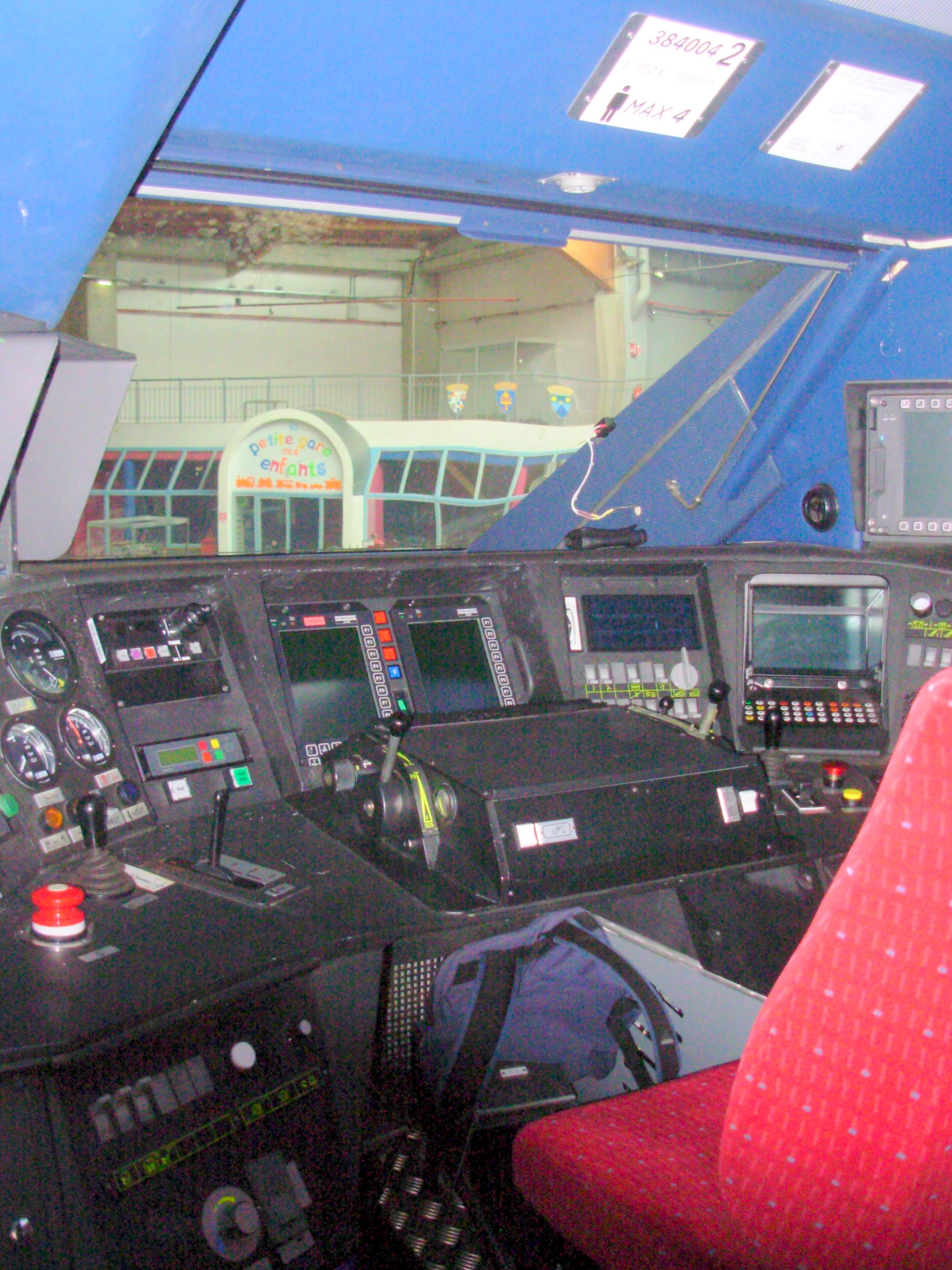
Cabine de conduite d’un TGV POS.

La particularité des rames TGV, par exemple par rapport aux matériels ICE Allemand, Shinkansen Japonais ou les trains à grande vitesse chinois, est qu’elles sont constituées de deux motrices à deux bogies encadrant un tronçon articulé composé de remorques dont les bogies intermédiaires sont communs à deux caisses adjacentes (principe du bogie Jacobs). L’articulation entre deux caisses fait appel à un dispositif original, qui permet de solidariser avec amortissement les deux caisses. Cette disposition présente plusieurs avantages :
- pour la consommation énergétique — en permettant de diminuer le nombre d’essieux et d’abaisser le centre de gravité de la rame et le maître-couple ;
- pour le confort — aucun voyageur ne se retrouvant assis au niveau des essieux, et l’amortissement des caisses entre elles limitant la transmission de vibrations depuis les bogies ;
- pour la sécurité — la rame articulée, mais rigide en torsion, résistant mieux en cas de déraillement qu’un train classique, qui a tendance à se désarticuler.

Elle présente cependant l’inconvénient de faire reposer le poids de chaque caisse sur seulement deux essieux. La limite de 17 tonnes de charge à l’essieu a donc été l’une des difficultés à résoudre lors de la conception du TGV Duplex. L’impossibilité de séparer facilement les remorques du tronçon central nécessite aussi des installations de levage capables de soulever une rame entière d'environ 400 tonnes dans les ateliers d’entretien.
Deux rames peuvent être couplées en unité multiple, ce qui permet de doubler la capacité offerte par un train qui atteint alors la longueur maximale de 400 m, normalisée par UIC ou 475 m pour le TGV Atlantique.
Roulant sur des voies ferrées classiques, le TGV est parfaitement compatible, à vitesse adaptée, avec les installations existantes, dès lors qu’elles sont électrifiées. De 2000 à 2004 le « TGV Vendée » était tracté par une locomotive Diesel CC 72000 entre Nantes et Les Sables-d'Olonne,.

### Motorisation
Les premiers TGV fonctionnaient à l’aide de moteurs à courant continu alimentés par des redresseurs.
À la fin des années 1980, le développement de l’électronique de puissance a permis de substituer le moteur synchrone au moteur à courant continu. Ces moteurs sont d’abord alimentés à l’aide d’onduleurs de courant à thyristor (1988). À cette époque l’électronique de puissance nécessaire à leur alimentation est beaucoup plus simple que celle requise par les moteurs asynchrones.
L’utilisation de moteurs synchrones présente plusieurs avantages :
- moteur plus simple et plus léger à puissance égale :
  - TGV Sud-Est : 12 moteurs (4 dans chaque motrice et 2 dans chaque voiture d'extrémité) à courant continu de 535 kW et 1 560 kg (soit 0,343 kW/kg),
  - TGV Atlantique : huit moteurs (4 dans chaque motrice) synchrones de 1 100 kW et 1 450 kg (soit 0,759 kW/kg) ;
- couple au démarrage élevé ;
- absence de collecteurs donc pas de problèmes de commutation ;
- amélioration du facteur de puissance : toujours inférieur à 0,8 pour une rame TGV Sud-Est, toujours supérieur à 0,95 pour une rame TGV Atlantique.

Néanmoins, le moteur synchrone est plus coûteux et nécessite plus d’entretien que le moteur asynchrone. Avec les progrès de l’électronique de puissance (onduleur de tension à IGBT), ce dernier va supplanter le moteur synchrone dès le milieu des années 1990 dans quasiment tous les domaines de la traction. Ce type de motorisation est installé sur les motrices de l’Eurostar, avec des thyristors GTO, et maintenant sur le TGV POS, avec des IGBT.
- TGV POS, Duplex Dasye et Euroduplex : huit moteurs asynchrones de 1 160 kW et 1350 kg (soit 0,859 kW/kg).

L'introduction du moteur synchrone à aimants permanents alimenté par IGBT sur l'AGV marque une nouvelle étape, avec 900 kW pour 768 kg (soit 1,17 kW/kg).

### Circuits électriques de commande
Le TGV Atlantique a inauguré la gestion de la rame par ordinateurs reliés en réseau. Baptisé TORNAD (TOken Ring Network Alstom Device), le système est composé de 18 équipements (ordinateurs).
Pour les générations suivantes de TGV : TGV Réseau, TGV Duplex et TGV POS, les ordinateurs sont reliés entre eux par le réseau TORNAD. Il s’agit d’un réseau de type token bus (802.4).

## Parc des TGV
En 2021, 362 rames sont recensées en France. Environ 560 rames (août 2010) de type TGV sont en service dans le monde, la grande majorité étant exploitée par la SNCF ou ses filiales internationales qui gèrent un parc de 475 rames TGV (septembre 2010) dont 440 rames pour la SNCF en propre (septembre 2010).[réf. nécessaire]

## Les différents types de rames TGV

### TGV 001

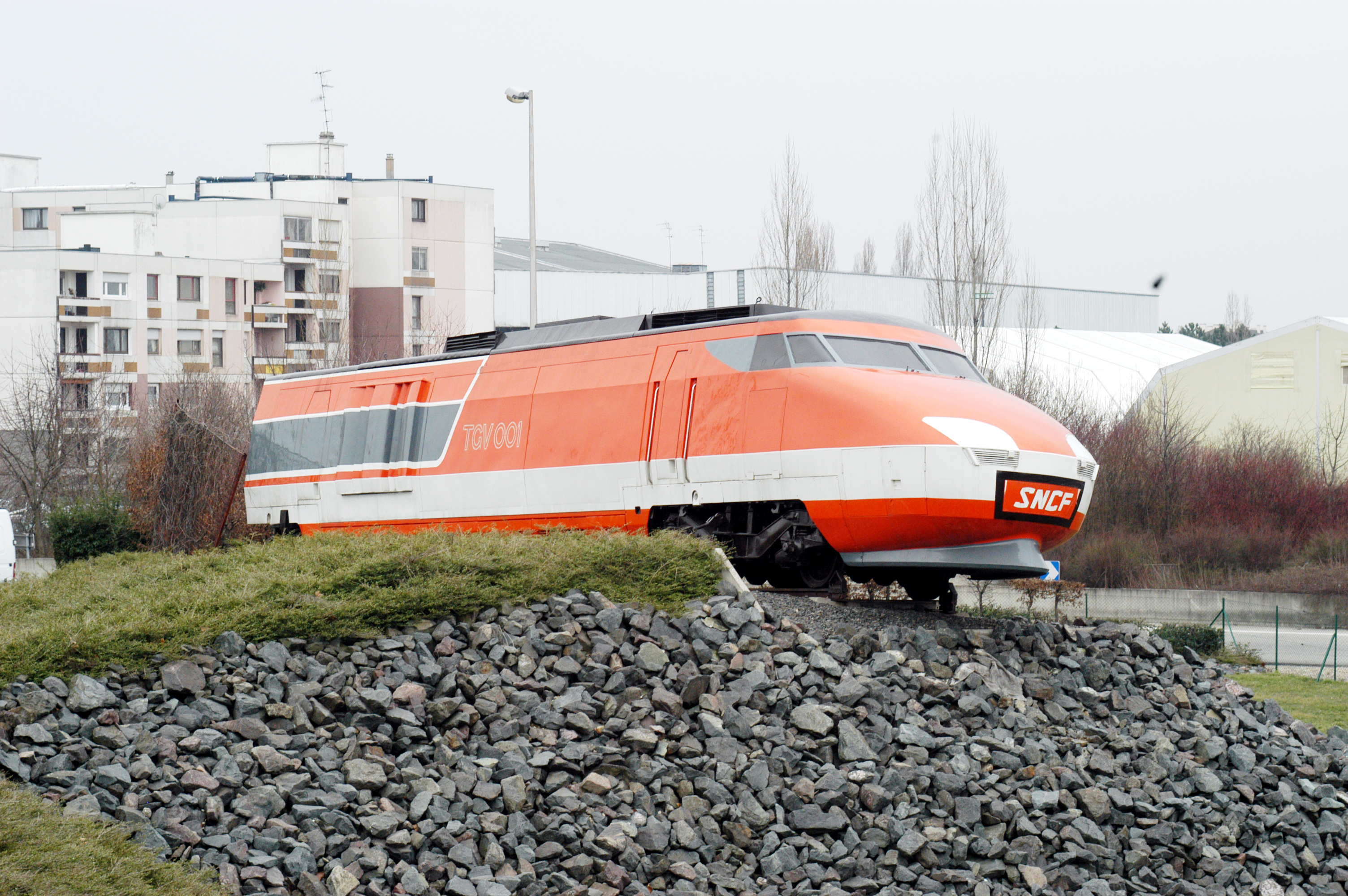
Motrice du TGV 001.

La rame prototype TGV 001 était motorisée par quatre turbines à gaz pour hélicoptère. Le sigle TGV signifiait alors « turbotrain à grande vitesse ». Les quatre turbines à gaz entraînaient des alternateurs fournissant la puissance électrique aux moteurs de traction accouplés aux roues. Ce prototype était d'une certaine manière l'héritier des rames ETG (« élément à turbine à gaz ») qui circulèrent en Normandie dès 1970 ainsi qu'une réponse au projet d'aérotrain mû lui aussi par des turbines (actionnant une hélice). Parallèlement, la SNCF menait des essais de rame automotrice électrique avec le « Zébulon », surnom de la rame Z 7001. Le choix de l'électrification fut fait en mars 1974 lors d'un conseil ministériel consacré aux économies d'énergie. Il fallut aussi, entre autres, mettre au point des pantographes adaptés à la grande vitesse.

### TGV Sud-Est

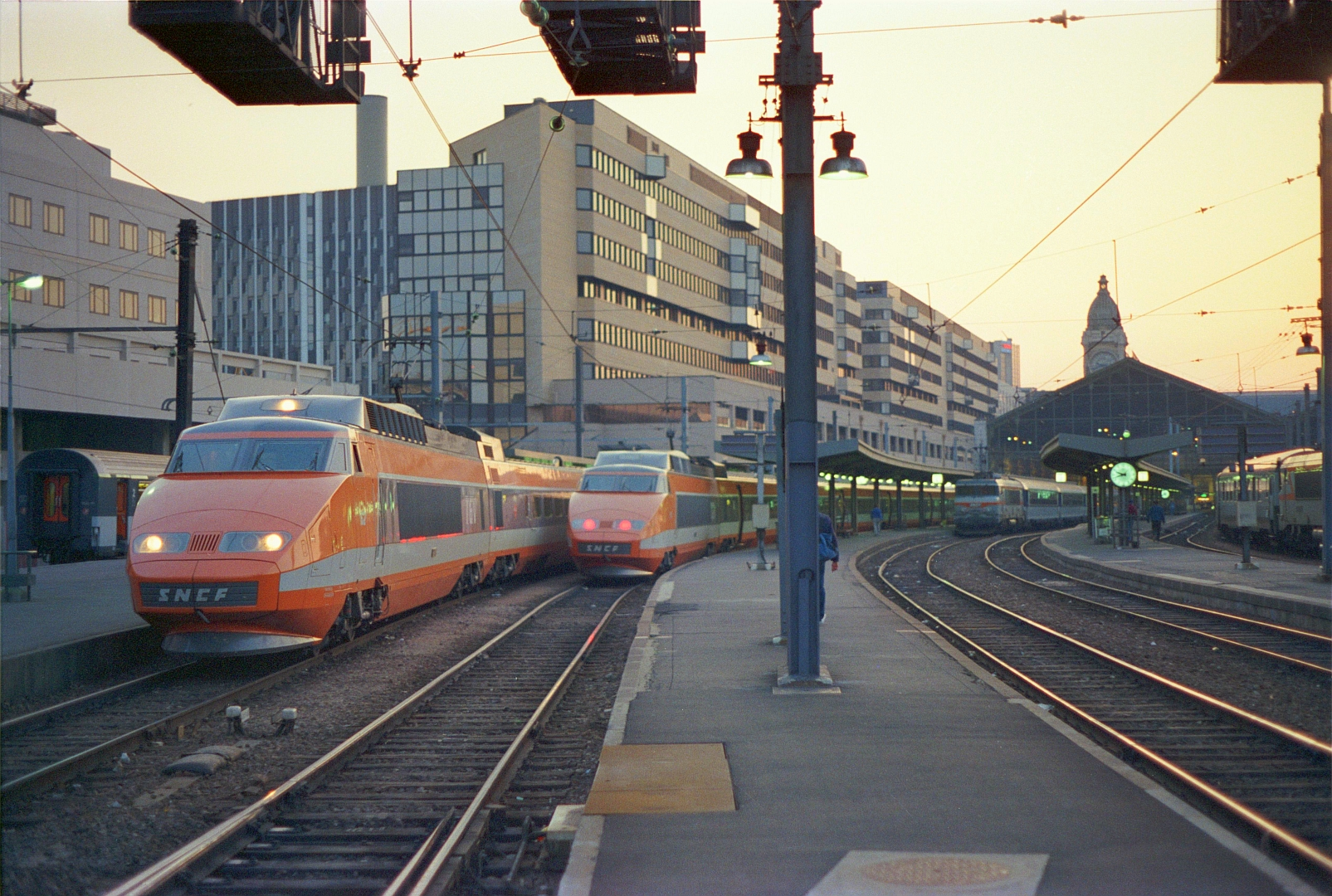
TGV Sud-Est, dans leur livrée originelle (à Paris-Gare-de-Lyon).

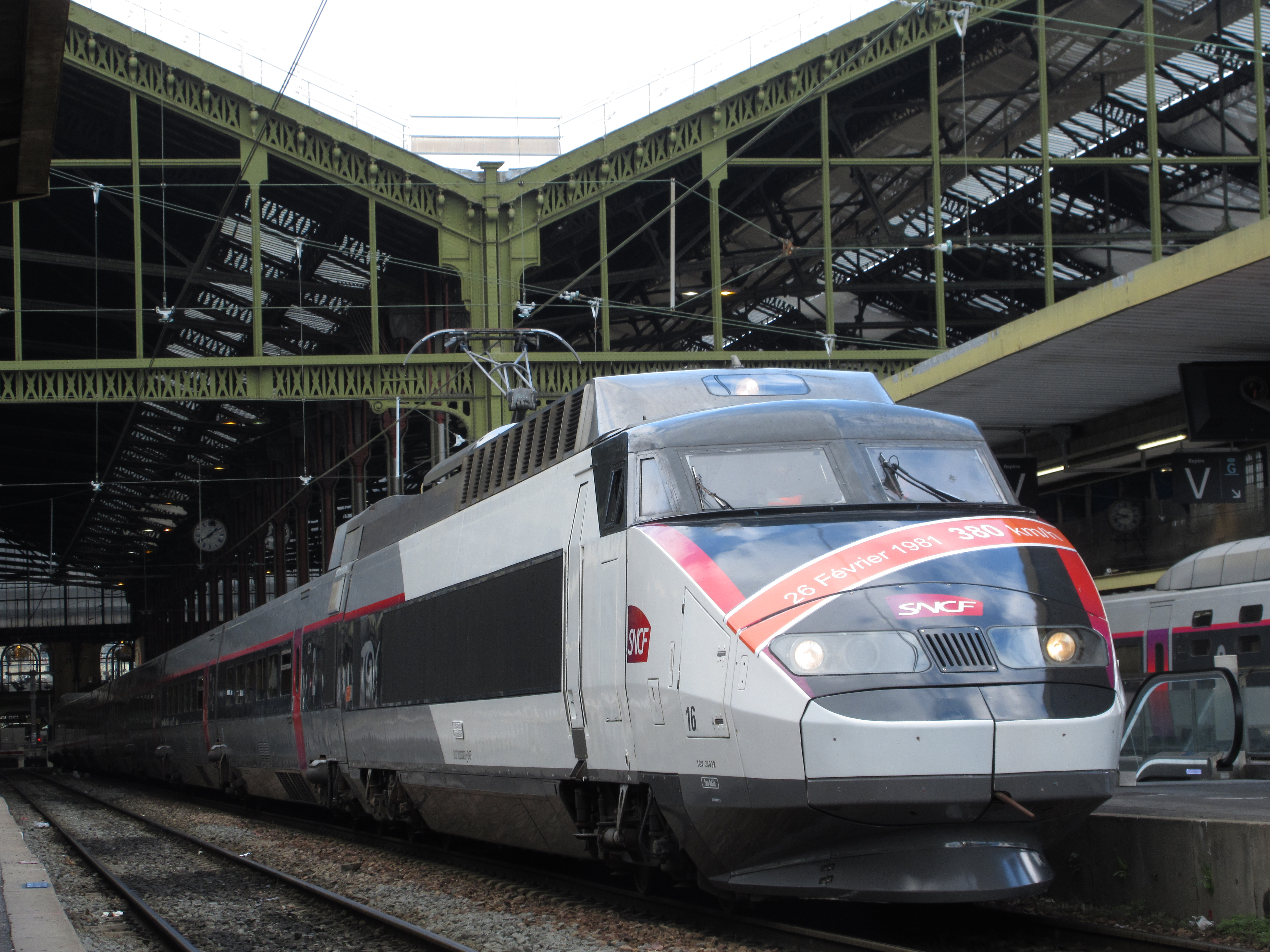
La rame 16 à Paris-Gare-de-Lyon, le 26 février 2021, pour fêter le du record de 1981.

Construits entre 1978 et 1985, les TGV Sud-Est sont destinés à l'origine à la LGV Sud-Est à son ouverture. En 1990, ces trains sont numérotés de 01 à 118 dans la série TGV et sont limités à 270 km/h, puis la plupart sont rénovés dans les années 2000 pour atteindre 300 km/h. Initialement de couleur orange, ces rames ont été repeintes en bleu et argent, puis, dans les années 2010, en « Carmillon » pour certaines d'entre elles. Sur le plan commercial, les TGV SE sont désormais les « TGV Nord » (Lille-Paris, Valenciennes-Paris…) et certains TGV intersecteurs (les rames concernées sont limitées à 300 km/h) ; ils étaient aussi les TGV Lyria (la limitation à 270 km/h des rames concernées ne fut jamais levée).
Les TGV SE se composent de deux motrices encadrant huit voitures. Les deux voitures d'extrémité possèdent chacune un bogie moteur. Toutes les rames sont bicourant (1 500 V continu et 25 000 V alternatif, c'est-à-dire les standards français) ; cependant, quelques rames (« Ligne de Cœur » ou maintenant « Lyria », numérotées de 110 à 118) sont tritension et peuvent circuler en Suisse (15 000 V alternatif de fréquence Hz 16 ²⁄₃). Les TGV SE ne peuvent être couplés qu'avec d'autres TGV SE.
À partir du milieu des années 2000, le nombre de rames desservant le sud-est de la France au départ de Paris-Gare-de-Lyon se voit réduit, afin de remplacer les TGV Réseau bicourant sur la LGV Nord (ces derniers étant mutés pour l'ouverture de la LGV Est en 2007). Les livraisons de TGV Duplex (première génération jusqu'en 2006) ont permis d'anticiper cette évolution et de répondre à un taux de fréquentation en augmentation depuis l'ouverture de la LGV Méditerranée en 2001.
Les rames sont retirées du service depuis 2012 (en commençant par les rames dites « Lyria »), puis radiées, exception faite des rames à nouveau rénovées dans les années 2010.
À partir de 2014, les TGV SE n'assurent plus les liaisons empruntant la LGV Méditerranée, comme Paris-Marseille, Paris-Nice et Paris-Nîmes-Montpellier, en raison de leur capacité insuffisante par rapport à la demande. Ces liaisons sont désormais entièrement assurées par des TGV Duplex et 2N2. Depuis le 9 décembre 2018, les rames SE ont définitivement quitté les quais de Paris-Gare-de-Lyon (elles desservaient encore Chalon-sur-Saône, Besançon, Grenoble, Annecy et Miramas) et roulent uniquement sur les liaisons au départ ou à l'arrivée de Paris-Nord.
Depuis début 2020, les TGV Sud-Est ne circulent plus. Seule la rame 16, celle du record du monde effectué le 26 février 1981, qui était de 380 km/h, peut encore rouler : elle est ainsi sortie le 26 février 2021 pour fêter les 40 ans du record de vitesse.

#### TGV postal

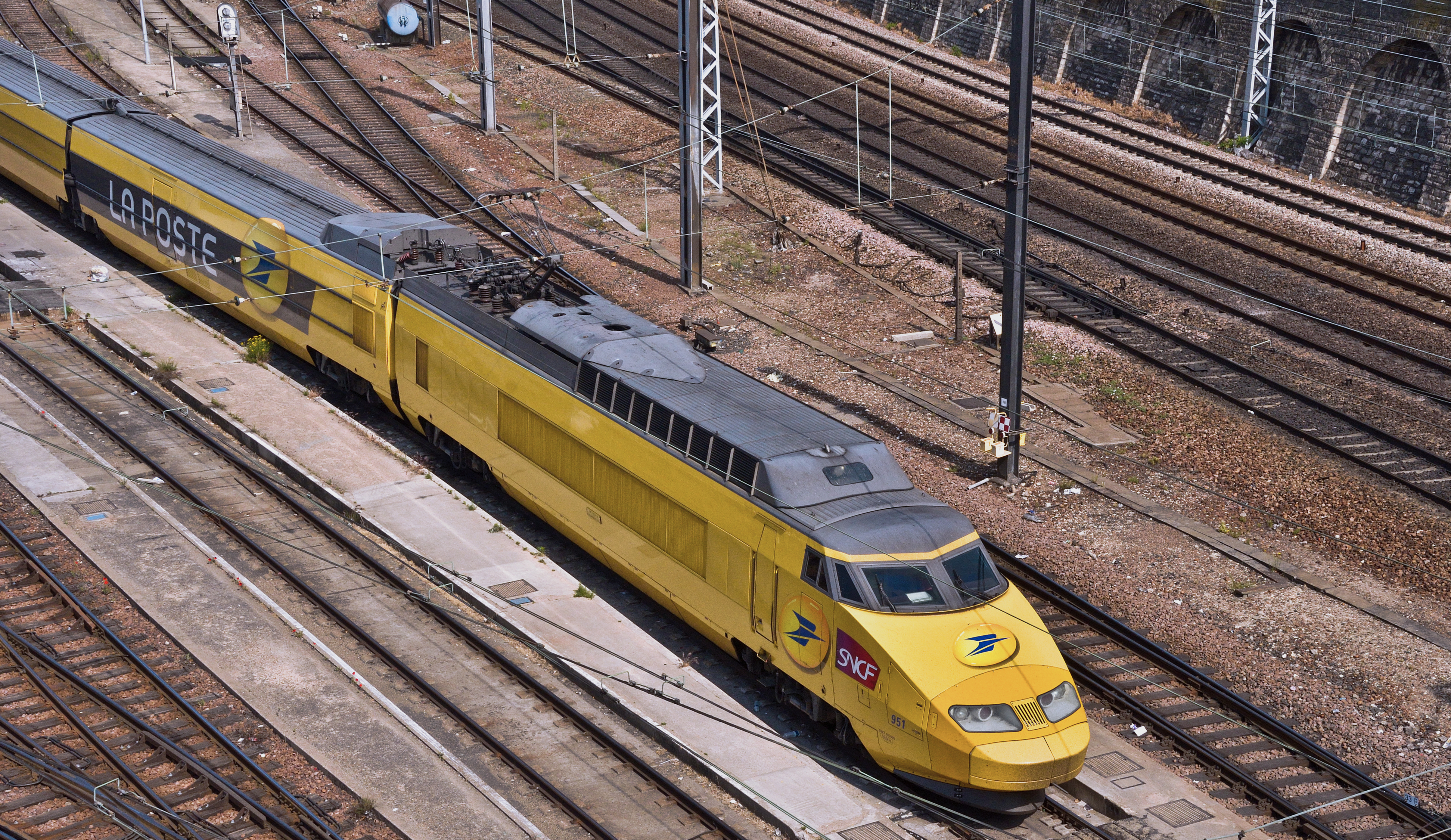
TGV postal.

Il s'agit de TGV SE décorés en jaune La Poste et aménagés pour le transport du courrier. Ils circulaient, sur les lignes à grande vitesse, à 270 km/h. Chaque nuit, ce train postal à grande vitesse transportait environ 88 tonnes de courrier, colis et presse en liasse (journaux…) entre l’Île-de-France, la Bourgogne, Rhône-Alpes et Provence-Alpes-Côte d’Azur.
Tout comme les TGV SE, ces TGV postaux étaient bicourant et couplables uniquement avec d'autres TGV SE (bien que cela fut rare, mais leurs motrices compatibles pouvaient parfois remplacer une motrice sur une rame classique TGV SE).
Ces rames ont toutes été retirées du service en 2015.

#### TGV P01
Convertie en 1997, la rame TGV Sud-Est no 101 est dotée d'un système de pendulation. Le TGV P01 était un prototype et démonstrateur du TGV pendulaire pour assurer les dessertes POLT et Paris-Strasbourg à plus de 200 km/h sans construire de ligne à grande vitesse. La puissance de la rame a été considérablement réduite et les installations électriques aux extrémités des rames ont dû être enlevées. Le développement d'un bogie jacobs pendulaire a été entrepris, mais il était impossible de faire penduler les motrices, le mécanicien dans la motrice ressentant une force centrifuge importante dans les virages.
Ce projet a été abandonné en 2003 au profit des voitures Corail. La rame a ensuite été reconvertie en TGV Sud-Est et a été remise en opération après avoir bénéficié d'une rénovation de type 2.

### TGV Atlantique

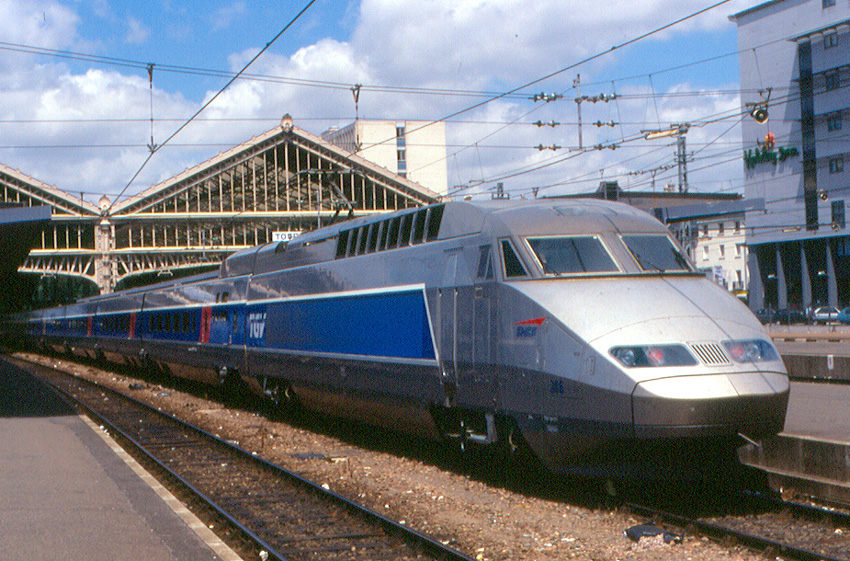
TGV Atlantique, dans sa livrée d'origine (gare de Tours).

Construits entre 1988 et 1992, les TGV Atlantique sont destinés à l'origine à la LGV Atlantique à son ouverture. En 2010, ces trains sont numérotés de 301 à 405 dans la série TGV, et sont aptes à 300 km/h. Entre 2005 et 2009 l'intérieur a été rénové selon le design de Christian Lacroix.
Ils sont bicourant et se composent de dix remorques non motorisées encadrées par deux motrices.
Ils ne sont compatibles qu'avec d'autres TGV A. Ils peuvent circuler en dehors du réseau Atlantique sous réserve de compatibilité technique, en raison de la longueur des rames supérieure aux autres TGV d'une part (237 m contre 200), et selon leur système de signalisation embarqué d'autre part (TVM300 ou TVM430).
La mise à la retraite de ces rames a commencé en 2015. À partir de 2021, les rames Atlantique restantes sont progressivement rénovées, et arborent désormais la livrée Carmillon et le logo TGV inOui.

### TGV Réseau

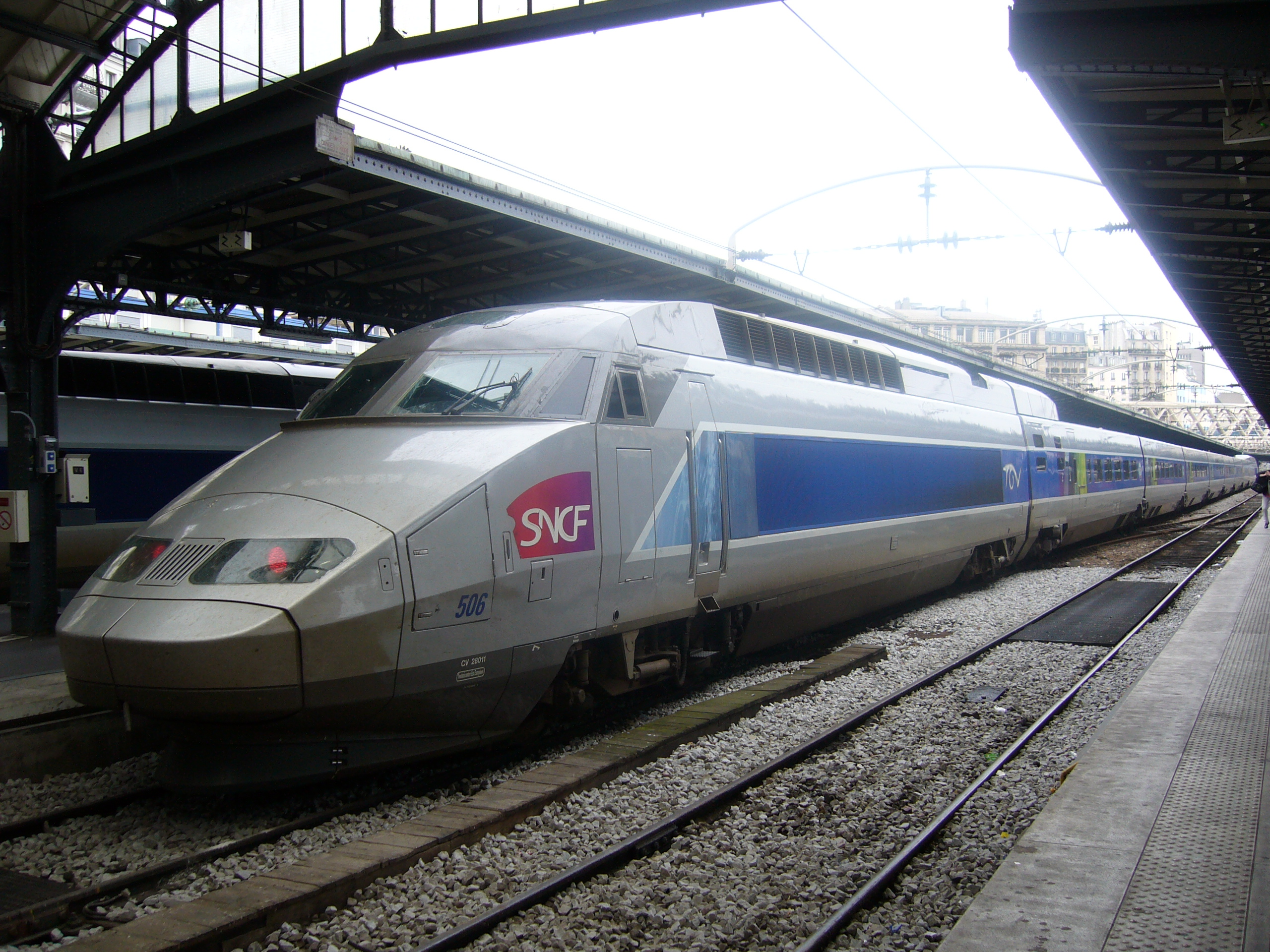
TGV Réseau, en livrée Lacroix (gare de Paris-Est).

Construits entre 1992 et 1996, les TGV Réseau sont destinés à l'origine à la LGV Nord à son ouverture. Il existe une version tricourant capable de rouler sous tension de 3 kV, pour assurer les relations entre Bruxelles et des destinations françaises hors Paris, ainsi que les liaisons Paris-Milan et Paris-Bruxelles-Amsterdam (rames PBA), sur lesquelles ils sont toujours en service. En 2007, les TGV Réseau (sauf Thalys PBA) ont été rénovés selon le design de Christian Lacroix en vue de leur changement de service (TGV Est). C'est la première génération de TGV à utiliser la TVM 430.
Les trains bicourant ont beaucoup assuré les relations intersecteurs et Nord avant de tous être regroupés au technicentre est-européen pour assurer les services nationaux sur la LGV Est.
En 2011, ces trains sont numérotés de 501 à 553 (bicourant) et de 4501 à 4540 (tricourant) dans la série TGV, et sont tous aptes à 320 km/h.
Depuis 2013, les TGV Réseau perdent leur livrée extérieure d'origine bleu et gris métallisé, au profit de la nouvelle livrée Carmillon.
La mise à la retraite de ces rames a également commencé en 2015.

### TGV TMST

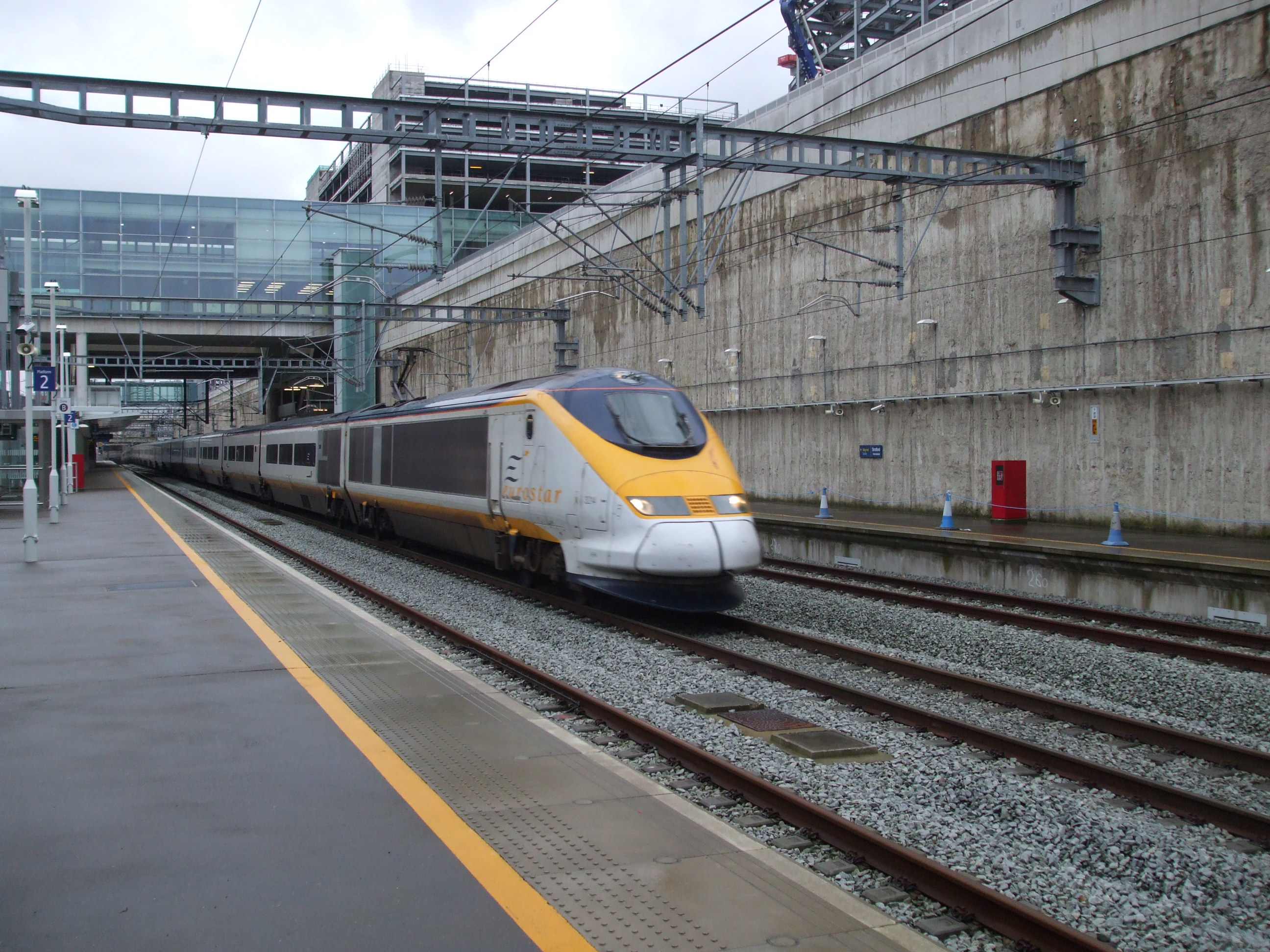
Un TGV TMST, passant à Stratford International.

Construits entre 1993 et 1996, les TGV TMST sont destinés à l'origine à emprunter le tunnel sous la Manche à son ouverture. On les connaît plus sous leur nom commercial d'« Eurostar ». Le TGV TMST peut circuler, en service commercial, à la vitesse de 300 km/h. Son alimentation électrique était à l'origine compatible avec trois types de courants : 750 V en courant continu délivré par 3e rail (supprimé en 2007), 3 000 V en courant continu délivré par caténaire, et 25 kV en courant alternatif à 50 Hz délivré par caténaire. Il est moins large que les autres types de TGV, pour se conformer au gabarit britannique. Quelques TGV TMST ont été utilisés par la SNCF, notamment pour le TGV Nord. Ces dernières rames ont été réformées au profit de rames Duplex. Ces rames ont progressivement étés remplacées par les Eurostar E320 (Siemens Velaro) qui ne font pas parties de la famille TGV. Il est a noter qu'il reste quelque rames TMST qui ont étés rénovées et on reçues une nouvelle livrée Eurostar bleue.

### TGV PBKA

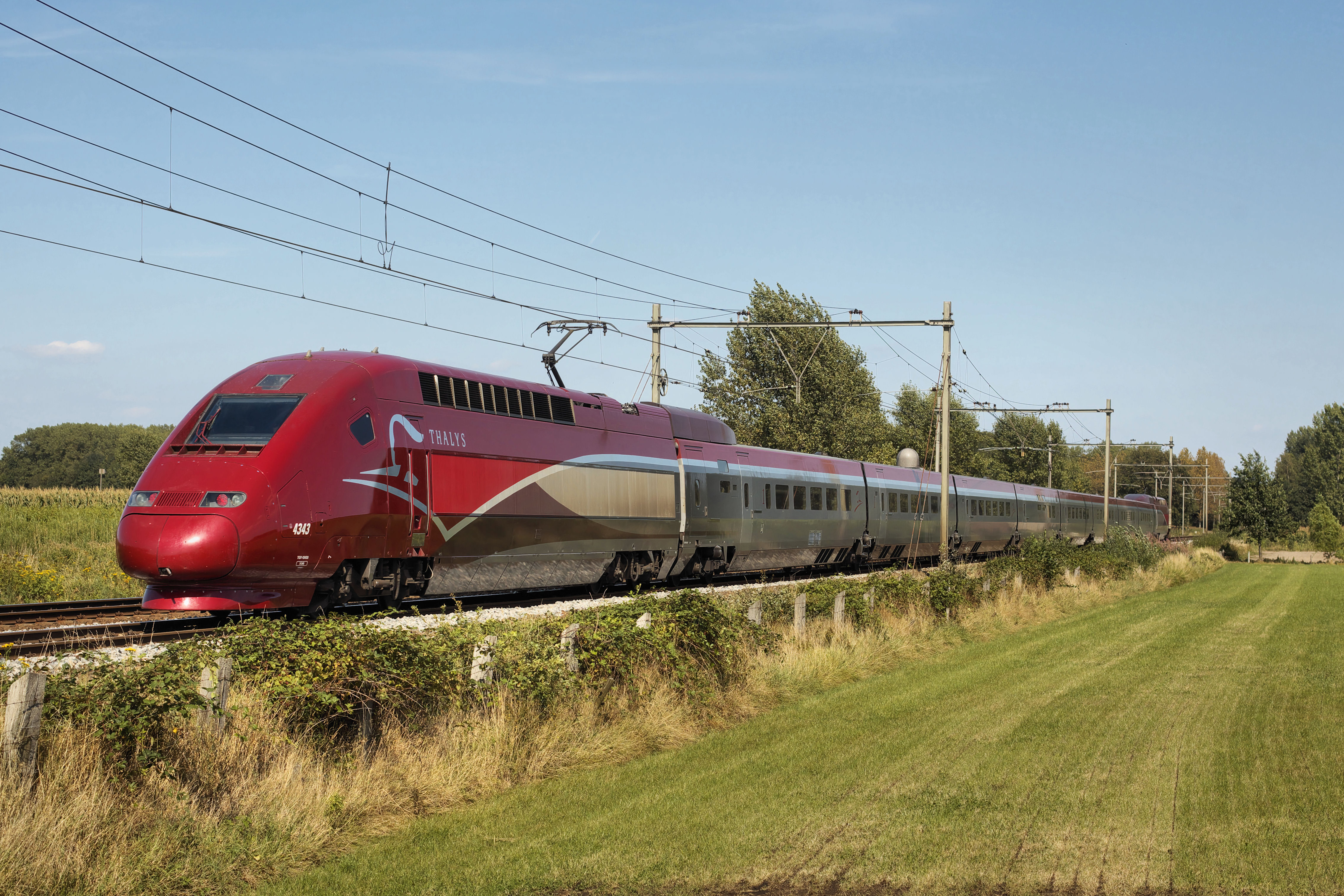
Rame PBKA, aux Pays-Bas.

Construits dans les années 1990, les TGV PBKA (pour Paris, Bruxelles, Köln, Amsterdam) sont destinés à l'origine à circuler entre Paris et Cologne. Ce sont des Thalys, service commercial qui est repris par Eurostar en 2023. Ils circulent en Belgique, en Allemagne et aux Pays-Bas, en passant par la LGV Nord.
Le TGV PBKA peut circuler en service commercial à la vitesse de 320 km/h. Son alimentation électrique est compatible avec quatre types de courants délivrés par caténaire : 1 500 ou 3 000 V en courant continu, 15 kV en courant alternatif à 16 ²⁄₃ Hz, et 25 kV en courant alternatif à 50 Hz.
Le TGV PBKA est compatible avec les éléments de sécurité ferroviaire suivants: KVB et TVM (utilisés en France), ATB (utilisé aux Pays-Bas), TBL (utilisé en Belgique), PZB et LZB (utilisés en Allemagne), et enfin ETCS de niveau 2 depuis la rénovation du matériel effectuée en 2009.

### TGV avec voitures à deux niveaux
Ce type de TGV a été commandé par la SNCF pour répondre à l'augmentation du trafic sur le réseau Sud-Est, où on le voit le plus souvent. Trois générations de TGV Duplex ont été conçues : Duplex, Dasye et Euroduplex.

#### TGV Duplex

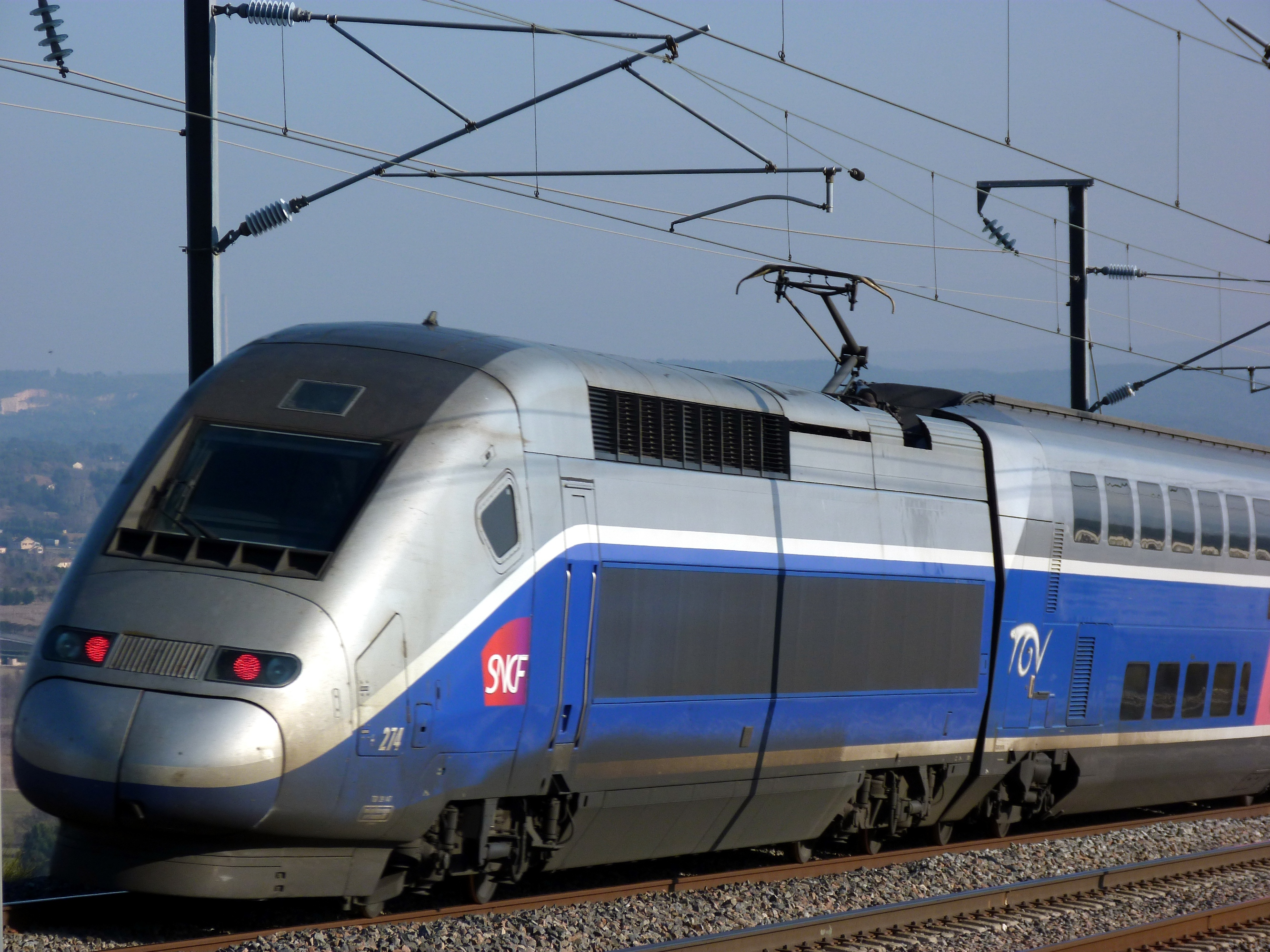
TGV Duplex en livrée Atlantique, sur la LGV Méditerranée.

Les TGV Duplex sont couplables avec les TGV Réseau, dont ils reprennent la chaîne de traction (pour la première génération), et les TGV POS (même chaîne de traction que les rames Dasye).
Cette première génération a été construite entre 1995 et 2006. Une partie de ces TGV sont (ou sont en passe d'être) transformés en « Néo-Duplex », avec leurs motrices initiales et des remorques de TGV Dasye. Les remorques d'origine sont quant à elles installées sur les rames utilisées par le service Ouigo.
Par ailleurs, les rames Duplex (transformées en « Néo-Duplex » ou non) sont en cours[Quand ?] d'équipement du Wi-Fi. La livrée Carmillon leur est également apportée.

##### TGV Réseau Duplex

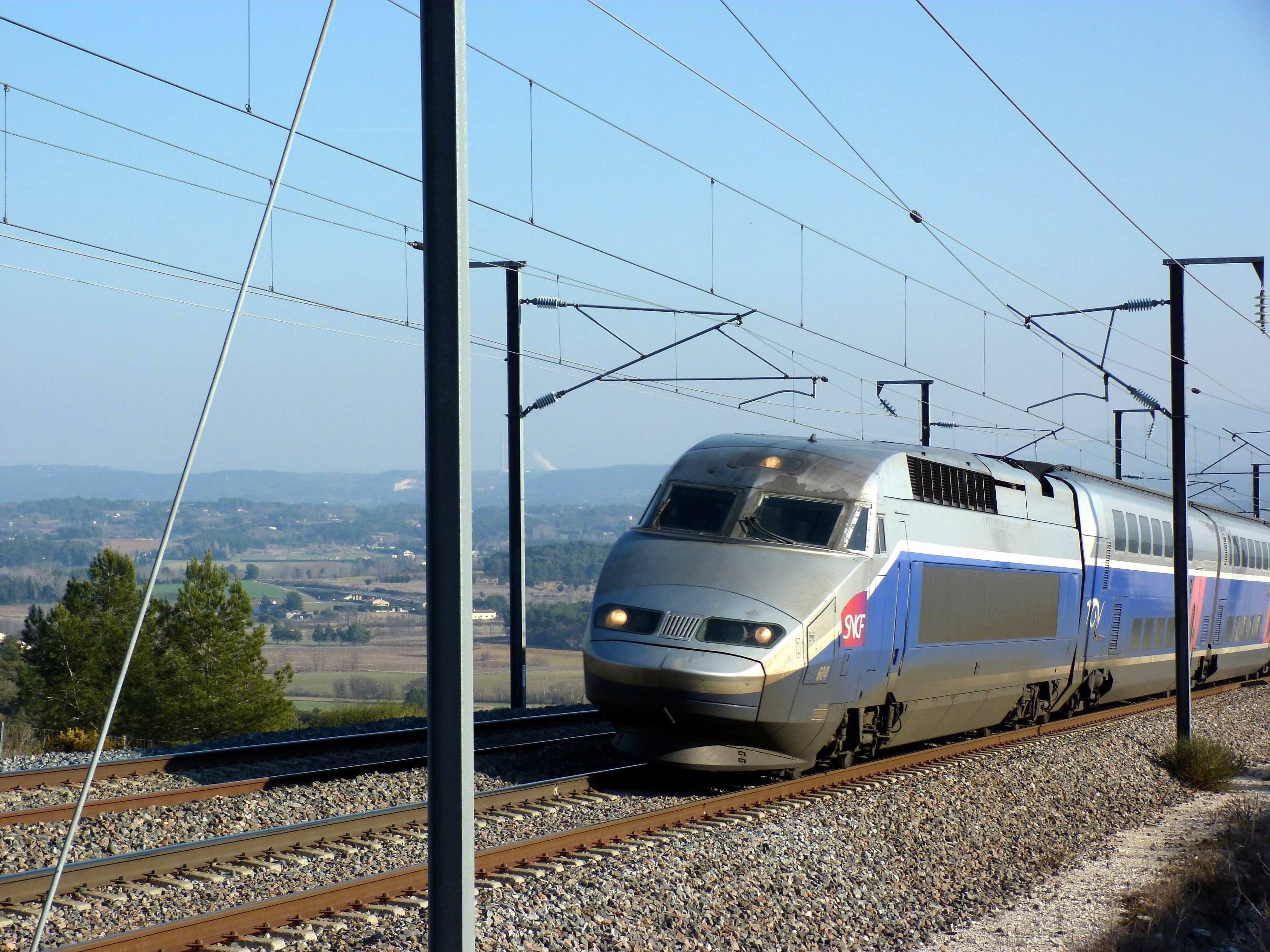
TGV Réseau-Duplex, sur la LGV Méditerranée.

Ces rames ont la particularité d'être constituées de motrices issues des TGV Réseau et de remorques à deux niveaux parfaitement identiques à celles de la première génération des TGV Duplex. Il ne s'agit donc pas d'une génération à part entière.
Depuis la fin 2020, toutes les rames portent la livrée Carmillon et le logo TGV inOui.

##### TGV Dasye

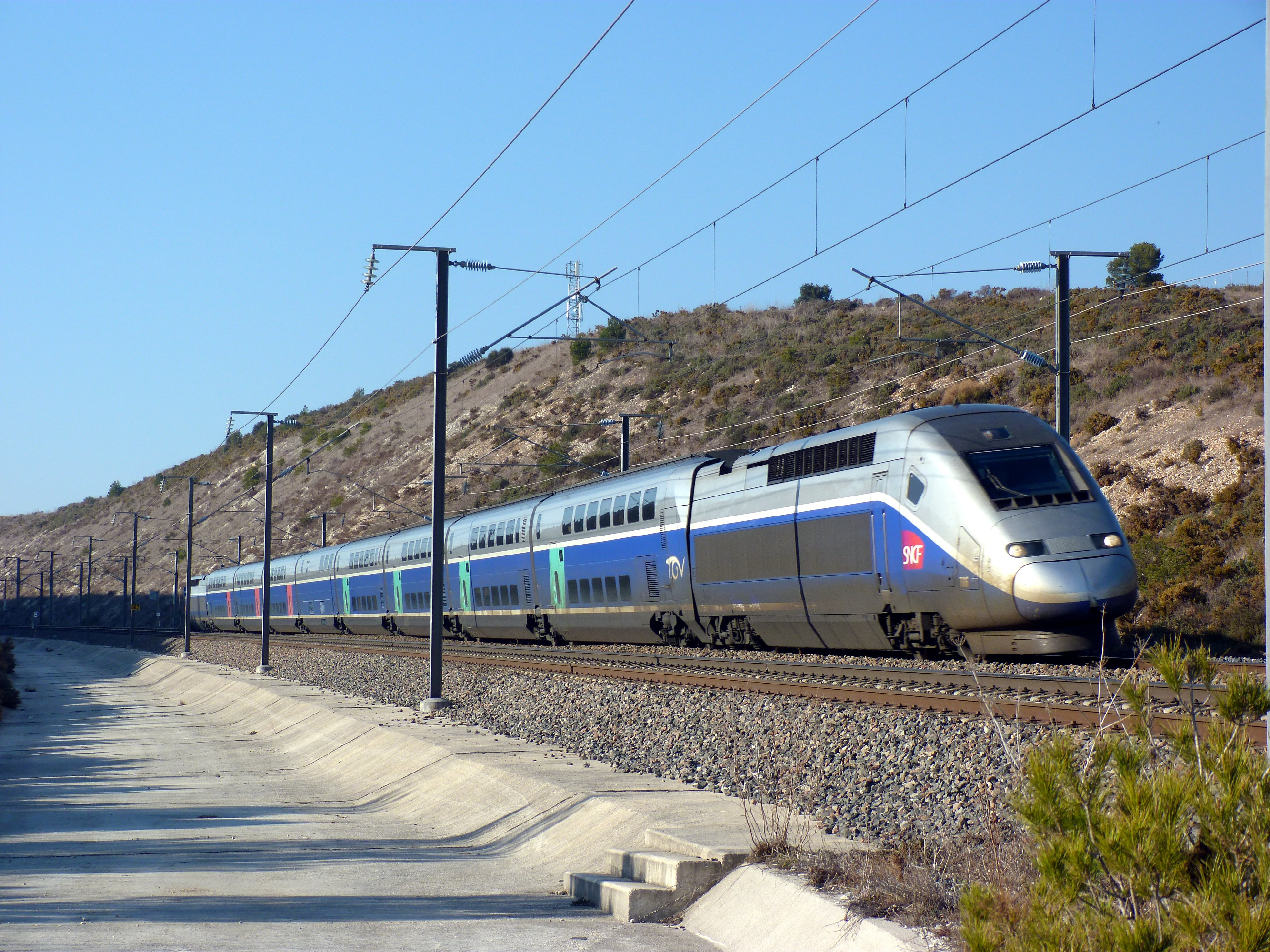
TGV Dasye, sur la LGV Méditerranée.

Seconde génération de TGV Duplex, ce type de rames a été construit entre 2008 et 2012.

###### TGV DasyeOuigo

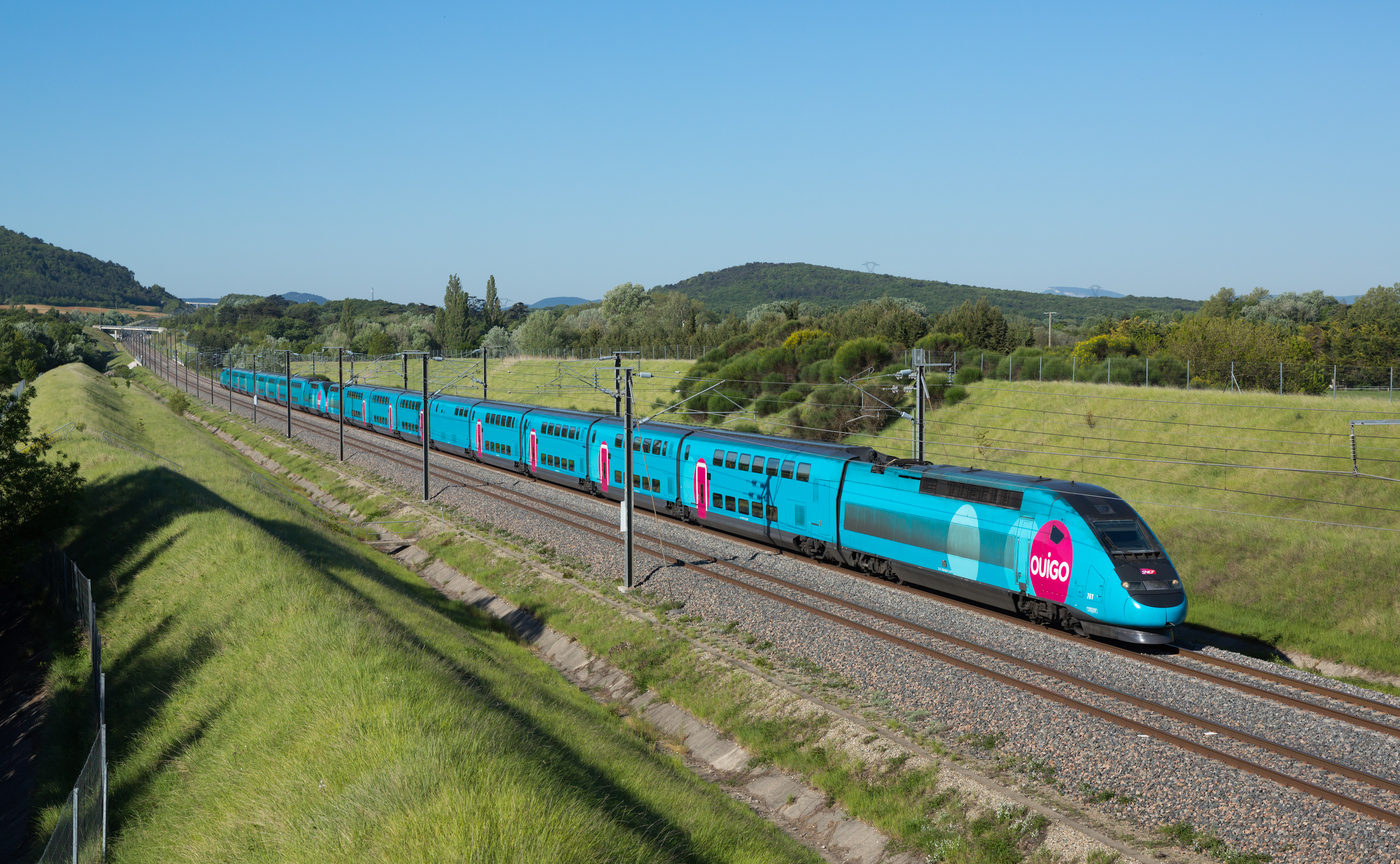
Rame Ouigo.

Les rames Ouigo, de 634 places, sont composées de voitures Duplex (de première génération, rénovées et modifiées) et de motrices de type Dasye. Ces rames sont progressivement concernées par l'équipement en Wi-Fi sous le nom de Ouifi. Ces Trains font partie de la série 700.

#### TGV Euroduplex (2N2)

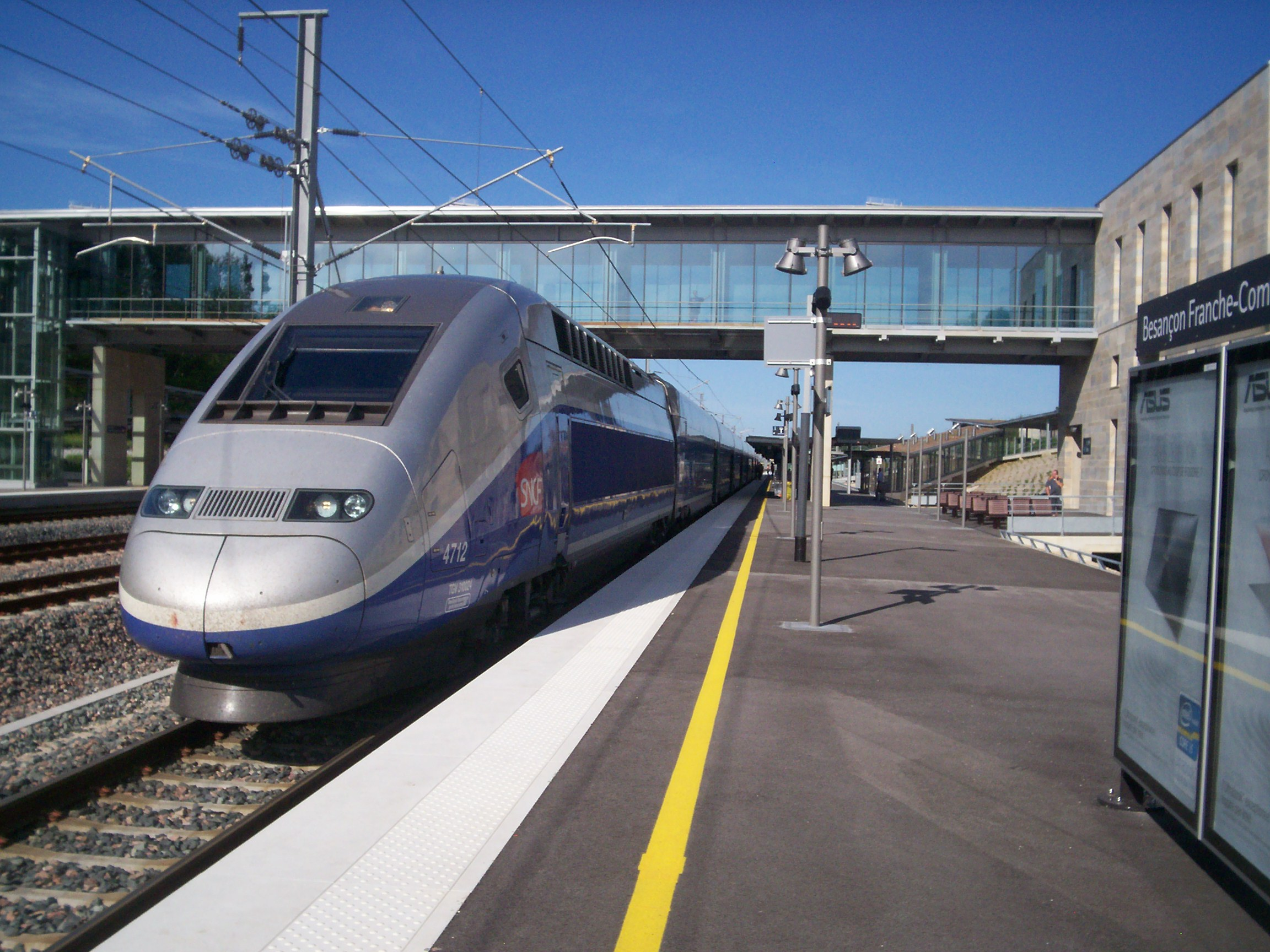
TGV 2N2 3UA, à Besançon Franche-Comté TGV.

En fabrication depuis 2011, ce TGV peut être considéré comme la troisième génération de Duplex. Cette série a été commandée par la SNCF pour des liaisons vers l'Allemagne et la Suisse (rames tricourant) et pour faire face à l'augmentation du trafic due à l'ouverture de la LGV Rhin-Rhône. Depuis décembre 2011, les premières rames de cette série sont en exploitation, principalement sur la LGV précitée. Les rames bicourant, construites en 2012, sont numérotées à partir de 800 dans la série TGV. Elles sont limitées à 320 km/h. Leur système ETCS (système européen de contrôle des trains) leur permet d'assurer les missions vers l'Espagne, en support des rames Dasye. Les rames numérotées de 4701 à 4730 (30 rames, dites RGV 2N2-3UA (trois tensions Allemagne) circulent également sur la LGV Est européenne. Les rames numérotées de 801 à 810 (dix rames) sont les RGV 2N2-3UH (trois tensions hispanisées). Les rames numérotées de 811 à 825 (15 rames) sont les RGV 2N2-3UF (trois tensions France).
Les rames numérotées de 826 à 865 et de 867 à 896 (soit un total de 70 rames), commercialement appelées L'Océane, techniquement dénommées RGV 2N2-3UFC (deux tensions France), circulent sur la LGV SEA, vers la Nouvelle-Aquitaine (Bordeaux et Hendaye) et l'Occitanie (Tarbes et Toulouse), depuis l'ouverture de cette ligne le 2 juillet 2017. En outre, elles ont progressivement été déployées pour le trafic entre Paris et la Bretagne, en empruntant la LGV BPL et les lignes classiques bretonnes. Certaines de ces rames ont aussi rejoint la LGV Sud-Est, entre Paris et Lyon. Les premières rames de cette sous-série avaient été mises en service le 11 décembre 2016, entre Paris et Toulouse.

### TGV POS

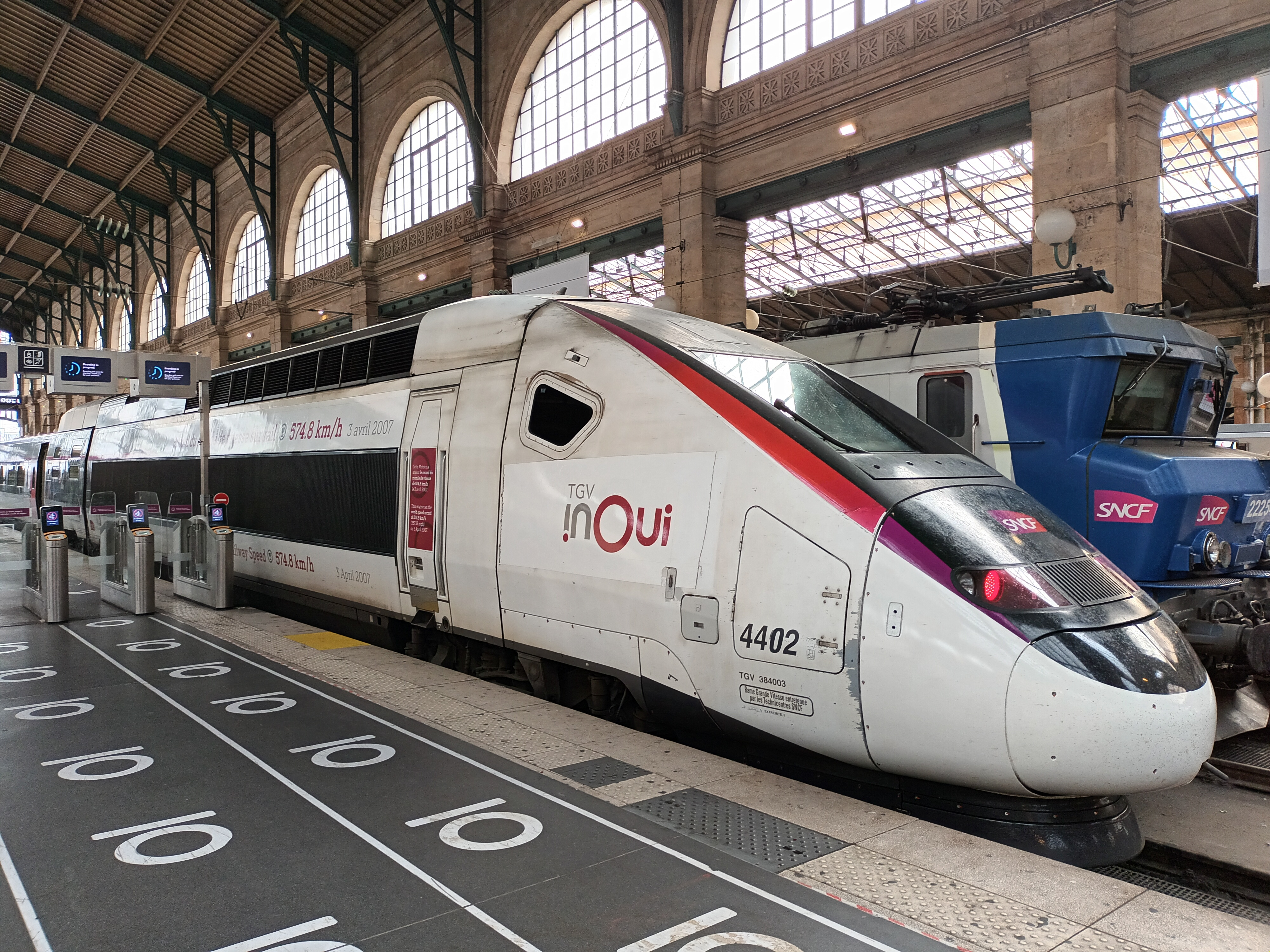
TGV POS 4402 à Paris-Nord

Construits dans les années 2000, les TGV POS (POS pour Paris-Ostfrankreich-Süddeutschland, en français : Paris–Est de la France–Allemagne du Sud) sont destinés à l'origine à la LGV Est européenne à son ouverture. À l'origine il s'agissait de TGV Duplex tricourants, cependant pour l'ouverture de la LGV Est européenne prévu pour 2007, la SNCF ne souhaitait pas mettre en service des rames à deux étages sur ce tronçon qui était jugé à l'époque « trop jeune » selon elle, la SNCF a alors décidé d'échanger les voitures avec 19 rames bicourants TGV Réseau, les TGV POS récupèrent les voitures à un seul étage des rames Réseau, et les rames Réseau récupèrent les voitures Duplex, ce qui donne naissance aux TGV Réseau Duplex, qui circuleront sur le tronçon de la LGV Méditerranée, en raison de sa forte fréquentation. En 2010, ces trains sont numérotés de 4401 à 4419 dans la série TGV.
En 2012, la SNCF a cédé la totalité du parc au réseau TGV Lyria, compagnie ferroviaire franco-suisse. Lors de cette cession les TGV POS sont passés de la livrée Lacroix à la livrée Lyria. En décembre 2019, ce parc est retransféré à la SNCF qui assure désormais des services domestiques TGV inOui, sur les LGV Nord et Est européenne.
Le TGV POS peut circuler en service commercial à la vitesse de 320 km/h. Son alimentation électrique est compatible avec trois types de courants : 1 500 V en courant continu délivré par caténaire, 15 kV en courant alternatif à 16,7 Hz délivré par caténaire, et 25 kV en courant alternatif à 50 Hz délivré par caténaire.
Le TGV POS est compatible avec les éléments de sécurité ferroviaire suivants : KVB et TVM (utilisés en France), PZB et LZB en Allemagne, ZUB en Suisse, et enfin ETCS de niveau 2 (système européen de contrôle des trains).

### TGV M

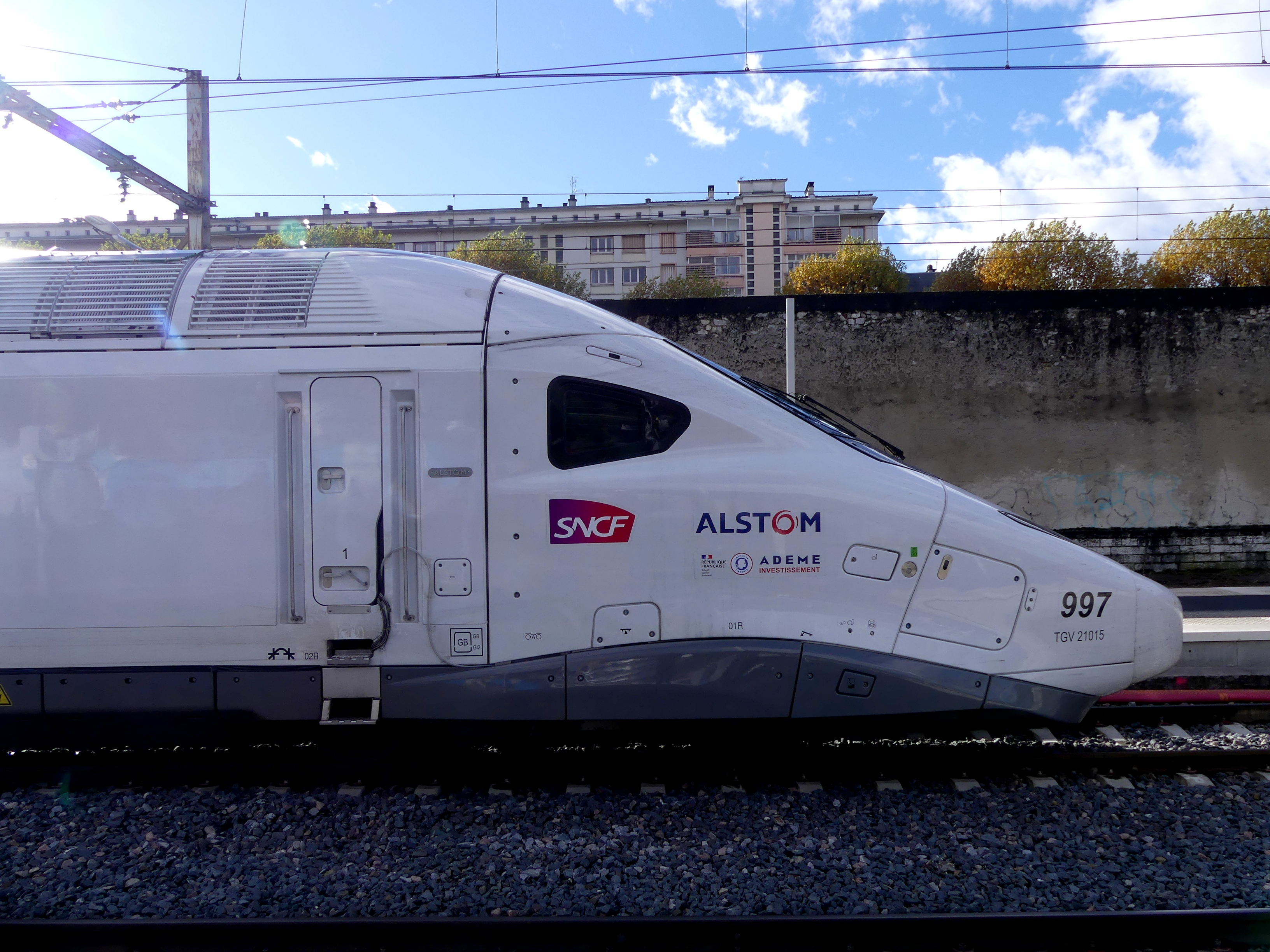
Motrice de la rame d'essai 997.

Officiellement présenté en mai 2021, ce nouveau modèle de TGV commandé à Alstom sera livré entre 2025 et 2031, et circulera d'abord sur les liaisons desservant le sud-est de la France.
Le « M » signifie modulable. En effet contrairement aux précédentes générations, il sera possible de modifier la composition de la rame en retirant ou en ajoutant des voitures. L'aménagement intérieur des voitures pourra aussi être adapté en fonction des besoins. Ce nouveau TGV a été conçu pour être plus économe en énergie.
La rame 996, après des essais en République tchèque sur le circuit d'essai de Velim, effectue des essais sur le réseau français depuis l'été 2023, tout comme la rame 997. Une troisième rame de présérie, numérotée 998, circule également en France avec une livrée d'essais spécifique.
Le 29 avril 2024, la SNCF a présenté la livrée commerciale du TGV M, désigné comme « TGV INOUI 2025 » à l'usine Alstom de Belfort.

### Dérivés

#### Acela Express
Construit par le canadien Bombardier Transport et motorisé par Alstom sur le même principe que le TGV, l'Acela est un train pendulaire mis en œuvre par Amtrak et circulant sur le « Corridor Nord-Est » (Northeast Corridor) entre les villes de Boston dans le Massachusetts et Washington (district de Columbia). Contrairement aux TGV qui circulent sur une ligne à grande vitesse, l'Acela circule sur une ligne classique modernisée, ce qui ne lui permet d'atteindre que des vitesses commerciales de l'ordre de 170 à 180 km/h, même si sa vitesse commerciale maximale est de 240 km/h sur 50 kilomètres.

#### AVE S-100

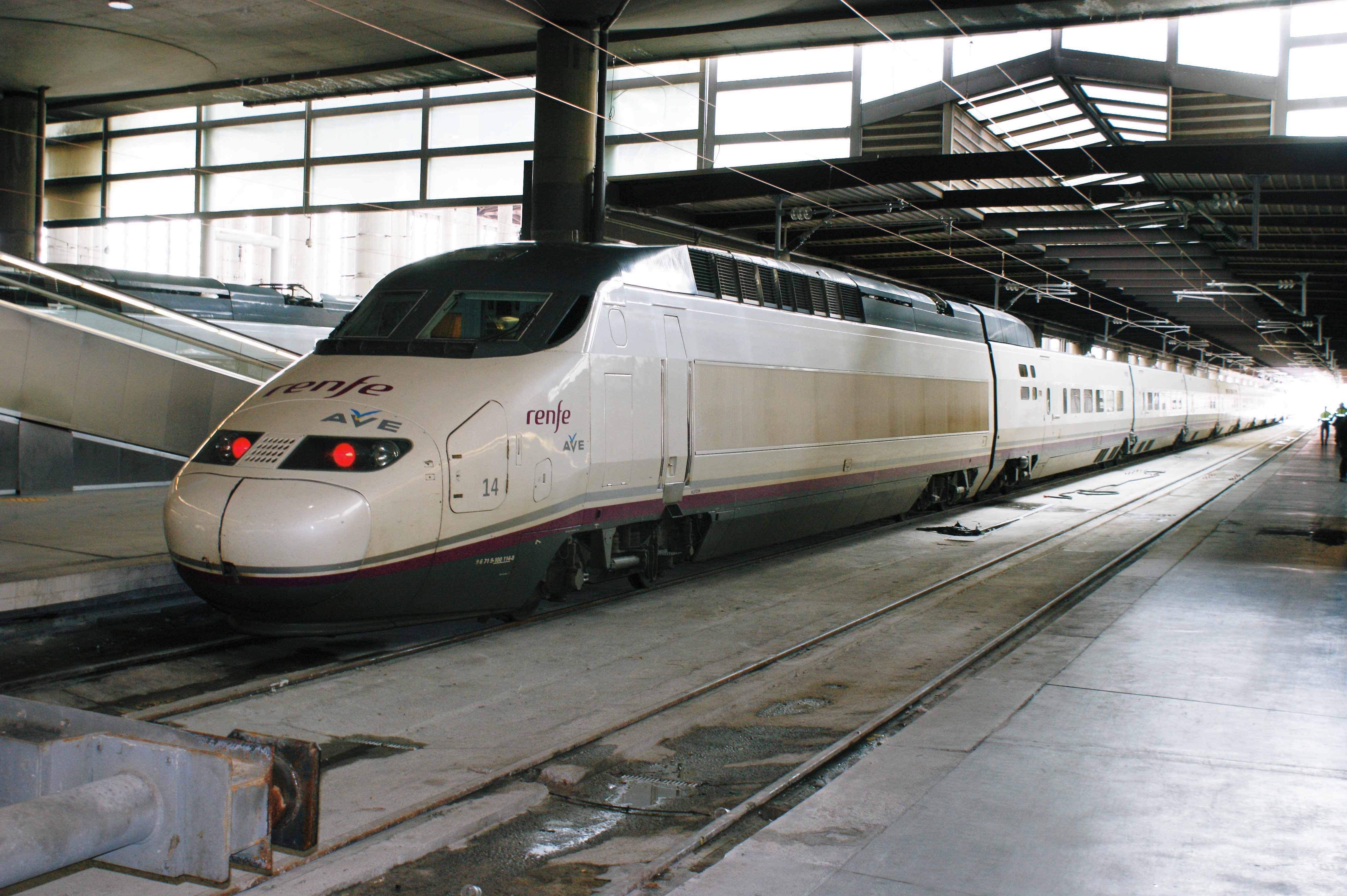
Rame S-100, à Madrid-Atocha.

Le S-100 (pour Série 100, nom d'exploitation) est un train à grande vitesse construit dans les années 1990 par Alstom (qui s'appelait à l'époque Alsthom) et qui circule en Espagne pour le service Alta Velocidad Española de la Renfe.

#### AVE S-101
Le S-101 est un train construit par Alstom en 1994 dérivé du S-100, la seule différence étant l'écartement espagnol. Ce train était utilisé sur des lignes à 3 kV. Contrairement au S-100, le S-101 était limité à 220 km/h, avant de rejoindre la flotte des S-100.

#### Korean Train Express 1
Ce matériel est dérivé du TGV Atlantique, avec un transfert partiel de technologie à la Corée du Sud.

## Prix d'une rame TGV
- La valeur d’une rame TGV classique était, en 1995, d'environ 95 millions de francs[40] (soit environ 22,5 millions d’euros en 2023).
- Une rame de 500 places de TGV Duplex, à l’achat en décembre 2007, est estimée à 25 millions d’euros[41] (soit environ 32,4 millions d’euros en 2023).
- Une rame Eurostar de 794 places pouvait, en 1998, coûter jusqu’à 210 millions de francs[40] (soit environ 48 millions d’euros en 2023).
- Une rame Thalys de 377 places coûtait, en 1997, 125 millions de francs[40] (soit environ 28,7 millions d’euros en 2023).
- Une rame TGV M coûte 27 millions d'euros.

## Dessertes assurées par le TGV
Le premier service TGV entre Paris et Lyon a été lancé en 1981, utilisant une partie de la « LGV Sud-Est » encore partiellement en construction. Dès l’origine le service TGV continuait par voie classique vers Marseille et vers Montpellier en desservant les gares intermédiaires. Depuis, le réseau TGV centré sur Paris s’est étendu jusqu’à relier désormais de nombreuses villes françaises, en partie grâce à la construction de lignes nouvelles à grande vitesse vers le sud, l’ouest, le nord et l’est de la France depuis le 10 juin 2007.
Le kilométrage relativement faible de lignes nouvelles (2 037 km environ en décembre 2011) fait que beaucoup de dessertes en TGV empruntent les lignes nouvelles sur une partie de leurs parcours et continuent sur le réseau classique sur des distances parfois assez longues, y compris dans les pays voisins de la France. Le TGV dessert ainsi l’Allemagne, la Belgique et les Pays-Bas (sous la marque Eurostar — ex-Thalys —, ou TGV inOui pour la province française au départ de Bruxelles), le Royaume-Uni sous la marque Eurostar, l’Italie sous la marque Artesia, l'Espagne, mais aussi la Suisse sous la marque Lyria, qui dessert Genève depuis 1981, Lausanne depuis 1984, Berne depuis 1987, Bâle et Zurich depuis 2007. Ces dessertes sont assurées par la SNCF dans le cadre de partenariats internationaux pour lesquels des structures ad hoc ont été créées sous forme de sociétés ou GEIE.
La plupart des liaisons TGV partent de Paris ou y arrivent, mais d'autres évitent Paris intra-muros en empruntant la ligne d’interconnexion à l’est de la capitale ou la Grande Ceinture au sud, ou ne desservent pas l’Île-de-France. Les TGV desservent plus de 190 gares en France, dont huit en Île-de-France et plus d’une trentaine dans les pays limitrophes.
Comme les TER de nombreuses régions, les TGV Paris-Bruxelles, Paris-Lille, Paris-Nantes et Paris-Lyon ont des horaires cadencés (départs et arrivées aux mêmes minutes de chaque heure pendant toute la journée).
Tous les TGV circulants en France sont soumis à tarification SNCF, sauf dans la région Hauts de France seule en France à opérer certaines de ses lignes avec des rames TGV circulant sur LGV avec une tarification TER Hauts de France sous l’appellation : TER-GV

## Un enjeu national
Comme le Minitel, la fusée Ariane, le Concorde, le nucléaire civil ou Airbus par exemple, le TGV fait partie des « grands projets » qui associent fortement l'État français à un « champion national ». Ces entreprises, domaine d'excellence en France des grands corps d'ingénieur, sont caractérisées par leur intégration verticale ; la R&D y est notamment fortement internalisée et les partenariats avec des universités ou des bureaux d’étude indépendants sont rarissimes.
Ces technologies sont aussi des vitrines de démonstration de savoir-faire exportables. Par exemple pour Jacques Chirac en 2007, alors président de la République française :

« Le TGV-Est, c’est une réussite industrielle majeure. C’est une admirable démonstration des capacités de la France en matière de recherche, de développement et d’innovation. »

Les TGV ne s'arrêtent plus aux frontières. Il existe une association « Villes et Régions européennes de la Grande Vitesse » (VREGV), présidée (en 2010) par Bernard Soulage (vice-président de la région Rhône-Alpes et député européen).

## Critiques

### Hausse des prix
Le TGV constitue un facteur de « déséquilibre » partiel parce qu'il dessert moins de gares et ne relie que de grands pôles, ce qui désavantage les territoires ruraux (effet tunnel). Il entraîne par ailleurs une hausse de prix de 30 % en moyenne par rapport aux liaisons classiques qu’il remplace.
Après la mise en service des premières LGV (vers Lyon et vers Rennes/Bordeaux) une desserte par la ligne classique avait été maintenue. Elle a été supprimée par la suite par manque de fréquentation. Contrairement au système allemand, il n’existe généralement pas d'alternative ferroviaire commode au TGV sur les liaisons qu'il dessert. Comme la plupart des moyens de transports à grande distance, le TGV est surtout utilisé par les professionnels (30 % des voyages sont professionnels) et les ménages aisés, pour lesquels le TGV remplace bien souvent l’avion. Les cadres et leurs familles représentent 56 % des voyageurs alors qu’ils ne forment que 28 % de la population française.
La SNCF estime cependant que ces trains à grande vitesse sont en moyenne 30 % moins chers que leurs équivalents en Espagne ou en Allemagne ; et ils seraient approximativement 50 % moins chers que le Shinkansen japonais, qui offre en revanche un haut niveau de services et de confort à ses passagers.
La SNCF développe néanmoins à partir du printemps 2013 une offre à bas coût, sous l'appellation Ouigo.

### Confort
L’aménagement intérieur, en 1re classe, est d’un certain niveau — larges fauteuils en velours à plusieurs positions, tapis épais, moquettes murales, mini-salons d’affaires, prises pour ordinateurs. Cependant, dès l’origine, il n'y a pas de voiture-restaurant, puis la restauration à la place est supprimée progressivement et les oreillers repose-tête disparaissent, tandis que les services et le confort proposés aux voyageurs sont jugés modestes par rapport aux défunts Trans-Europ-Express ou à certains trains à grande vitesse étrangers, notamment l’Acela Express, le Shinkansen, l’ICE ou le KTX coréen. Sous la pression de la concurrence, cette situation est en train d’évoluer[Quand ?], avec l’adoption d’un nouveau décor luxueux conçu par le grand couturier Christian Lacroix et l’instauration d’un véritable service à bord sur les grandes liaisons : Eurostar, Lyria, TGV Pro[réf. nécessaire]. Enfin, le retour d’une restauration à la place généralisée est de nouveau envisagé[réf. nécessaire].
Des voyageurs trouvent le TGV moins confortable en 2e classe que les rames Corail qu’il a remplacées. Les principaux problèmes évoqués sont la diminution du pas (distance entre deux sièges, augmentée sur l’AGV par un plancher un peu plus bas et donc plus large), un rembourrage des sièges moins épais et l’obligation de réservation, jugée contraignante, notamment pour les trajets très courts. Le placement de certains sièges à hauteur des trumeaux (montants de fenêtre) produit des places aveugles où les passagers n’ont presque aucune vue sur l’extérieur.
Le confort acoustique est généralement très bon. Le niveau de bruit moyen, à 300 km/h, peut atteindre 64 dB(A) aux meilleures places (salle hautes, duplex, 1re classe) notamment du fait de l'éloignement des sources de bruit solidien (équipements techniques, essieux, bogies et suspension), contre plus de 72 dB(A) à bord de certains « vieux » Shinkansen (anciennes générations) et près de 80 dB(A) à bord d'un avion de ligne[réf. nécessaire].

## Exploitation

### Secours en ligne
En cas de panne interdisant la traction, les rames sont secourues par des locomotives Diesel BB 67200 en unités multiples munies d'un attelage spécial. Ce sont d’anciennes BB 67000 spécialement modifiées pour pouvoir circuler et remorquer les rames TGV sur LGV. Elles assurent également la traction des trains de travaux pour l’entretien des LGV.

### Gestion
La gestion des TGV est sectorisée en plusieurs parties à l’échelle Nationale:
- Axe Sud-Est (bureaux à Lyon) regroupe les régions : Île-de-France (pour la gare de Paris Gare de Lyon), Bourgogne-Franche-Comté, Provence-Alpes-Côte d'Azur, Auvergne-Rhône-Alpes, Occitanie (jusqu’à Castelnaudary depuis Narbonne)
- Axe Atlantique (bureaux à Paris); regroupe les régions : Île-de-France (pour la gare de Massy TGV et Paris Montparnasse), Nouvelle-Aquitaine, Occitanie (jusqu’à Toulouse depuis Bordeaux), Centre-Val de Loire, Bretagne, Pays de la Loire
- Axe Nord (bureaux à Lille) regroupe les régions : Île-de-France (pour les gares de Marne la Vallée Chessy Disneyland TGV et Aéroport Roissy Charles de Gaulle 2 TGV et Paris Nord), Hauts-de-France
- Axe Est (bureaux à Paris) regroupe les régions : Grand Est, Île-de-France (pour la gare de Paris Est)
- Axe OUIGO (bureaux à Lyon) regroupe tout le territoire national.

### Entretien
L’entretien du parc TGV, pour les opérations de maintenance régulière, a nécessité l’aménagement d’ateliers situés à proximité des gares en têtes de lignes. C’est ainsi que les rames TGV Sud-Est étaient entretenues aux ateliers de Villeneuve-Saint-Georges et de Paris-Conflans, celles du TGV Atlantique aux ateliers de Châtillon et celles du TGV Nord aux ateliers du Landy à Saint-Denis. Depuis, avec l’apparition du TGV Duplex (TGV à deux niveaux), le parc a été redéployé et les ateliers du Landy entretiennent des rames TGV Sud-Est, tandis que les ateliers de Paris-Conflans entretiennent d'autres rames TGV Sud-Est, mais également de rames Réseau et Duplex.
La répartition du parc entre les ateliers était, au 6 janvier 2015, la suivante :
| Dépôt                                                                           | TGV Sud-Est | TGV Sud-Est        | TGV Sud-Est | TGV Atlantique | TGV Réseau  | TGV Réseau          | TGV Duplex | TGV Duplex | TGV Duplex | TGV Duplex | TGV Duplex | TGV POS | Eurostar | Thalys | Thalys | Total |
| Dépôt                                                                           | bicourant   | tricourant (15 kV) | postal      | TGV Atlantique | bi- courant | tri- courant (3 kV) | D          | RD         | Dasye      | Ouigo      | 2N2        | TGV POS | TGV TMST | PBA    | PBKA   | Total |
| ------------------------------------------------------------------------------- | ----------- | ------------------ | ----------- | -------------- | ----------- | ------------------- | ---------- | ---------- | ---------- | ---------- | ---------- | ------- | -------- | ------ | ------ | ----- |
| Technicentre Sud Est Européen (TSEE) (Villeneuve-Saint-Georges, Paris-Conflans) | 23          | 2                  | 3.5         |                |             | 6                   | 88         | 16+3       | 46         | 4          |            | 19      |          |        |        | 210.5 |
| Technicentre Atlantique (Châtillon)                                             |             |                    |             | 105            |             |                     |            |            |            |            |            |         |          |        |        | 105   |
| Technicentre du Landy                                                           | 37          |                    |             |                |             | 1                   |            |            |            |            |            |         | 9+7+3    |        |        | 57    |
| Technicentre Est Européen (Paris Ourcq)                                         |             |                    |             |                | 33          |                     |            |            |            |            | 55         |         |          |        |        | 88    |
| Forest Et. Belge                                                                |             |                    |             |                |             | 21                  |            |            |            |            |            |         |          | 9      | 17     | 47    |
| Temple Mills ET. Britannique                                                    |             |                    |             |                |             |                     |            |            |            |            |            |         | 19       |        |        | 19    |
| Total                                                                           | 60          | 2                  | 3.5         | 105            | 33          | 28                  | 88         | 19         | 46         | 4          | 55         | 19      | 38       | 9      | 17     | 526.5 |

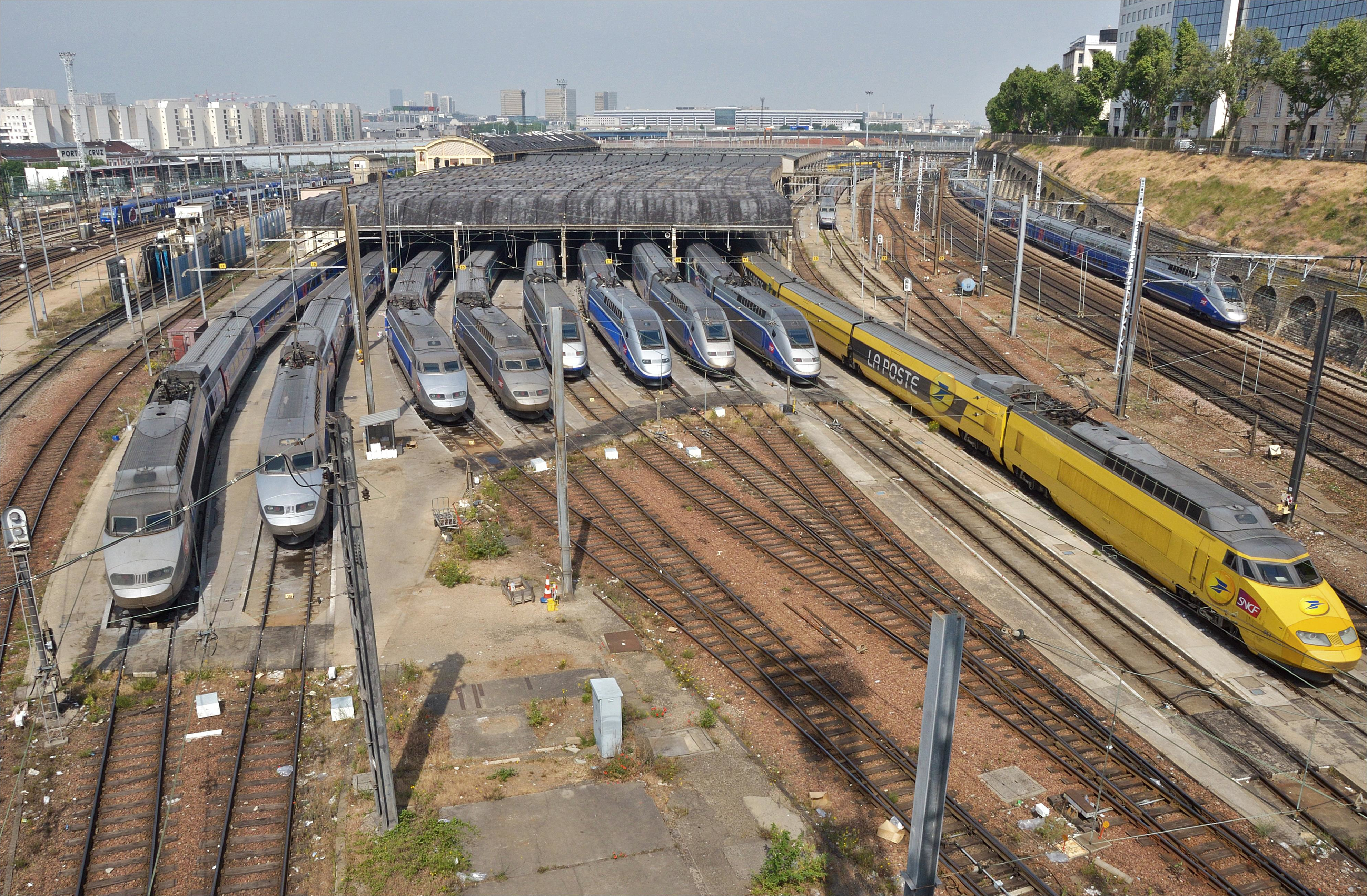
Le Technicentre Sud Est Européen.

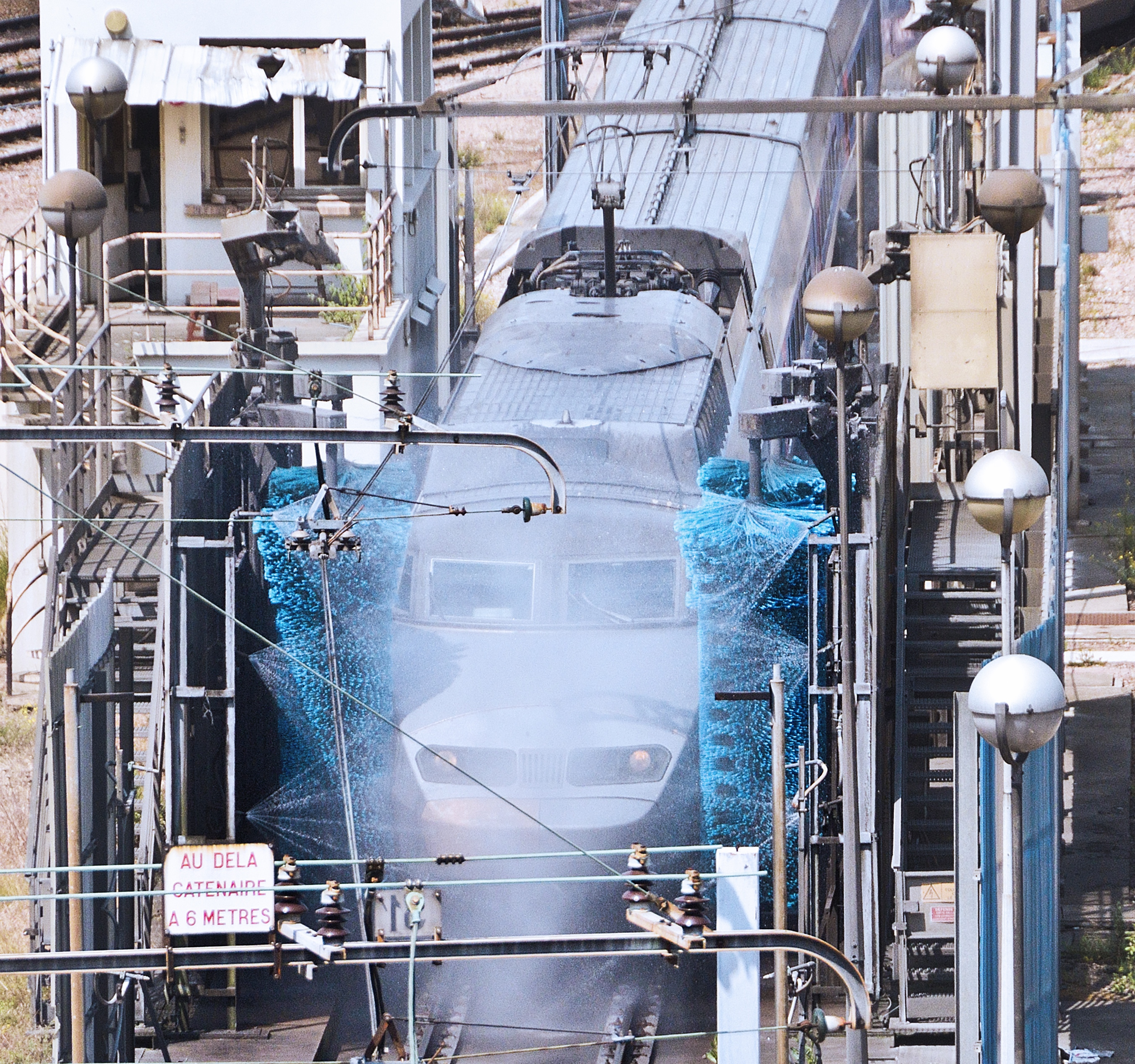
Lavage de TGV, au Technicentre Sud Est Européen, Paris, France.

Le Technicentre de Lyon-Gerland, inauguré le 31 mars 2009, est le seul centre TGV en province. Initialement, il était prévu 30 TGV Duplex d’ici fin 2009 (60 horizon 2011 ; à l’ouverture de la LGV Rhin-Rhône), pour l’entretien de TGV Duplex de la ligne Paris-Lyon et du futur TGV Rhin-Rhône[réf. nécessaire].
Depuis début 2010, la maintenance des rames Duplex est mutualisée entre les technicentres Sud-Est Européen, Atlantique et Lyon-Gerland.
De ce fait, l’autocollant apposé sur le devant des motrices, indiquant l’appartenance au Technicentre (par exemple : « Paris Sud-Est », pour le TSEE, et « Châtillon », pour le TA) est maintenant remplacé par la mention « rame à grande vitesse entretenue par les technicentres SNCF ».
Grandes révisions périodiques :
- Technicentre de Bischheim, dans la banlieue de Strasbourg ;
- Technicentre de Lille Hellemmes, situé le long de la ligne de Fives à Baisieux ;
- Technicentre de Romilly-sur-Seine, dans l’Aube.

Les TGV s’y rendent en circulation non commerciale (ou « en W », pour vide voyageurs, dans le jargon cheminot). Romilly étant située sur une ligne non électrifiée, les TGV s'y rendent remorqués par des locomotives diesel.
Entretien courant en Europe :
- Temple Mills en banlieue de Londres pour certains TGV d'Eurostar ;
- Forest près de Bruxelles pour certains Trains de Thalys, et les rames tricourants SNCF des liaisons Bruxelles-Lille-Province

### Activité
Le TGV a fêté son premier milliard de voyageurs transportés depuis l’inauguration du premier service en septembre 1981, le 28 novembre 2003. Son deuxième milliard est atteint le 25 janvier 2013.
En 2004, le TGV a transporté 85 millions de voyageurs en France (cette valeur ne concerne que le trafic national, les dessertes internationales étant gérées par des sociétés spécifiques).
Ce trafic est en croissance de 4 %, soit trois millions de voyageurs supplémentaires par rapport à l’année précédente. Le chiffre d’affaires correspondant s’élève à trois milliards d’euros, en progression de 7,3 %.
En fin d’année 2004, sa part de marché (par rapport à l’avion) s’établit à 68 % sur la ligne Paris-Marseille, et à 66 % sur Paris-Bordeaux.
Il y a environ 1 000 conducteurs de TGV parmi les 17 000 de la SNCF.
Après un mois d’exploitation, la SNCF annonce le 9 juillet 2007 avoir transporté un million de personnes sur le TGV Est, soit 33 000 en moyenne par jour avec 100 circulations quotidiennes.
Les taux d’occupation des TGV Est sont bons (en moyenne de 88 % en seconde classe et 75 % en 1re classe) mais le taux de régularité des TGV Est n’est en moyenne que de 86 %. À titre de comparaison, la régularité 2006 moyenne de l’Eurostar était de 91,5 % et de 92 % au premier semestre 2007 (communiqué de presse Eurostar). Ces comparaisons brutes sont toutefois peu significatives en elles-mêmes, car elles éludent différents éléments :
1. les TGV circulent pour une bonne partie sur ligne classique, avec les aléas que cela comporte (contrairement aux Eurostar ou Shinkansen) ;
2. les retards ont fréquemment des causes liées à l'infrastructure (signalisation, alimentation électrique) et à la circulation d'autres trains.

En 2013, le nombre de passagers diminue pour la deuxième fois consécutive. La marge opérationnelle est en retrait et le modèle est confronté à la crise économique et à la concurrence de Ouigo.
| Année                 | 1980   | 1981   | 1982   | 1983   | 1984    | 1985    | 1986   | 1987   | 1988   | 1989   |
| Passagers en millions |        | 1,26   | 6,08   | 9,20   | 13,77   | 15,38   | 15,57  | 16,97  | 18,10  | 19,16  |
| Cumul Passagers       |        | 1,26   | 7,34   | 16,54  | 30,31   | 45,69   | 61,26  | 78,23  | 96,33  | 115,49 |
| Année                 | 1990   | 1991   | 1992   | 1993   | 1994*   | 1995    | 1996   | 1997** | 1998   | 1999   |
| Passagers en millions | 29,93  | 37,00  | 39,30  | 40,12  | 43,91   | 46,59   | 55,73  | 62,60  | 71,00  | 74,00  |
| Cumul Passagers       | 145,42 | 182,42 | 221,72 | 261,84 | 305,75  | 352,34  | 408,07 | 470,67 | 541,67 | 615,67 |
| Année                 | 2000   | 2001   | 2002   | 2003   | 2004    | 2005    | 2006   | 2007   | 2008   | 2009   |
| Passagers en millions | 79,70  | 83,50  | 87,90  | 86,70  | 90,80   | 94,00   | 97     |        | 114    | 122    |
| Cumul Passagers       | 695,37 | 778,87 | 866,77 | 953,47 | 1044,27 | 1138,27 | 1235   |        |        | 1540   |
| Année                 | 2010   | 2011   | 2012   | 2013   | 2014    | 2015    | 2016   | 2017   | 2018   | 2019   |
| Passagers en millions | 98,5   |        |        |        |         | 127     | 126    | 138    | 135    | 142    |
| Cumul Passagers       |        |        |        | 2000   |         |         |        |        |        |        |
| Année                 | 2020   | 2021   | 2022   | 2023   |         |         |        |        |        |        |
| passagers en millions | 75,5   | 95,5   | 142    | 156    |         |         |        |        |        |        |

Le graphique qui aurait dû être présenté ici ne peut pas être affiché car il utilise l'ancienne extension Graph, désactivée pour des questions de sécurité. Des indications pour créer un nouveau graphique avec la nouvelle extension Chart sont disponibles ici.

### Accidents
En trente ans, le TGV a connu plusieurs accidents dont quatre déraillements à grande vitesse. Le TGV a causé la mort de onze personnes (neuf employés et deux passagères) présentes à bord d'une rame d'essai qui effectuait des essais de vitesse sur le nouveau tronçon de la LGV Est européenne au nord de Strasbourg, en raison de son déraillement le 14 novembre 2015. Deux minutes avant de dérailler, le TGV allait à 360 km/h, c'est-à-dire au-dessus de la vitesse limite de 350 km/h pour laquelle il était homologué[source insuffisante].
Cependant, l’exploitation sur LGV ne représente que 25 % environ des trains-kilomètres réalisés par les TGV[réf. nécessaire]. Sur le réseau classique, le TGV est confronté aux mêmes aléas que les autres trains et plusieurs accidents, impliquant notamment des collisions avec des véhicules routiers à des passages à niveaux, ont causé la mort de personnes extérieures au train. De plus, deux attentats mortels se sont produits sur une ligne classique, en 1983 et en 1986.

### En simulation
- Dans Microsoft Train Simulator, le parc TGV a été entièrement modélisé. Le TGV PSE et le TGV Duplex ont été modélisés dans la version 2016.
- Dans Trainz, seul le TGV Sud-Est, en livrée orange, a été modélisé par Auran. Le reste du parc est constitué de redécorations de ce modèle, ou de modèles créés par des associations indépendantes (La France en Train).
- Dans Railworks, les TGV Sud-Est, Postal et Duplex ont été modélisés.